# 로마 가톨릭교회
로마 가톨릭교회(라틴어: Ecclesia Catholica Romana, 영어: Roman Catholic Church) 또는 천주교회(天主敎會), 정식명칭 가톨릭교회(라틴어: Ecclesia Catholica, 영어: Catholic Church)는 기독교의 한 종파로, 전 세계적으로 약 13억 명 이상의 신자를 가진 세계 최대 규모의 기독교 교단이다.
세계에서 가장 오래된 기독교 종파 중의 하나로서 역사적으로 서유럽 문화에서 거대한 비중을 차지하고 있다.

## 개요

### 교계
교계제도는 1세기경 교회 성립 이래 피라미드식 성직자 제도를 고수하고 있다. 로마 가톨릭교회에서는 예수 그리스도가 오직 하나의 교회만을 세웠으며, 그 교회는 바로 사도들의 으뜸인 성 베드로의 계승자인 교황을 단장으로 하고 그에 일치하는 주교들이 있는 집단, 즉 로마 가톨릭교회라고 가르치고 있다. 더불어 로마 가톨릭교회는 교황이 완벽하지 않은 인간으로 태어났지만 신앙과 도덕에 관한 교리를 확정하는데 있어 결코 오류를 범할 수 없다는 무류성의 특권을 누린다고 가르친다. 다음은 그들이 만든 무류성이다. ① 전체 교회의 최고 목자로서 공식으로 선언한다. 따라서 교황도 개인 자격으로나 로마 교구의 교구장 자격으로 선언한 것은 무류하다고 보장할 수 없다. ② 어떤 진리를 최종적으로 결정할 의사를 밝혀야 한다. 따라서 교황의 통상적인 설교, 지도, 권유, 해설, 반박, 경고 등이 다 무류하지는 않다. ③ 신앙이나 도덕의 문제에 국한된다. 따라서 교황이 아무리 강력하게 주장할지라도 과학, 예술, 인문, 정치, 경제, 사회 등에 관한 주장이라면 무류할 수 없는 것이다. 현재 무류권에 의해 확정된 교리는 '그리스도의 인성과 신성', '성모의 무염시태'와 '승천' 뿐이다.

### 교리
로마 가톨릭교회의 4대 교리는 천주존재(天主存在), 삼위일체(三位一體), 상선벌악(賞善罰惡), 강생구속(降生救贖)이다. 천주존재는 우주를 창조하고 다스리는 창조주, 즉 하느님(천주)이 존재함을 믿는 것이며, 삼위일체는 성부, 성자, 성령의 삼위(三位)가 한 하느님이라는 뜻으로, 세 위격(位格)이 서로 구별됨과 동시에 하나의 신성(神性)을 이룬다는 교리로 제1차 니케아 공의회에서 확정되었다. 상선벌악은 하느님은 선한 사람에게는 상을 주지만 악한 사람에게는 벌을 내린다고 믿는 것이며, 강생구속은 인간이 죄를 지어 하느님의 영광에 참여하지 못하게 되었으나 하느님의 아들 예수 그리스도가 사람이 됨(강생, 성육신)으로써 인간의 죄를 대신 보속했으므로 누구든지 그리스도를 믿고 세례를 받으면 구원을 얻는다는 교리이다. 로마 가톨릭교회의 경신례는 미사 또는 성체성사라고 불리며, 이 경신례 안에서 빵과 포도주가 그리스도의 몸과 피로 성변화하는 성체성사를 거행한다. 로마 가톨릭교회는 예절과 규율, 교리와 신학의 주안점 등의 다앙성을 반영하여 라틴 교회와 자치 조직인 동방 가톨릭교회 그리고 탁발수도회와 봉쇄수도회 등의 여러 조직으로 구성되어 있다.
로마 가톨릭교회에서 4대 교리는 교회의 가장 기초적인 교리로서, 처음 로마 가톨릭에 입교하여 세례를 받는 신자들이라면 반드시 교육받는다. 로마 가톨릭교회는 임종 등 위급상황에 임박한 사람에게 대세를 배풀 때에도 4대 교리는 반드시 가르쳐야 한다고 명시하고 있다.

### 성모 공경
로마 가톨릭교회는 예수의 어머니 마리아를 공경하는 특징이 두드러지는데, 신약성서의 가르침대로 성령(하느님)의 힘으로 그녀가 처녀의 몸으로 예수를 잉태하였다고 가르친다. 대부분의 개신교에서 천주교가 마리아를 숭배한다고 하나, 천주교에서는 오해이며 성모 마리아에 대하여 숭배가 아닌 공경을 표현하는 것이라고 주장한다.
천주교(가톨릭 교회) 역시 다른 교단들과 마찬가지로 유일신에 집중하여 숭배하는 단어는 하느님에게만 사용하며, 마리아는 '원죄 없으신 분'이라는 차원에서 공경한다. 그녀와 관련된 로마 가톨릭교회의 주요 교리는 다음과 같이 정리할 수 있다. 그녀를 간택한 하느님의 특은으로 그녀가 잉태되는 순간부터 원죄가 감면되었으며(원죄 없는 잉태), 삼위일체에 따라 참 하느님이신 예수님의 어머니이며(하느님의 어머니), 평생을 처녀로 살았고(마리아의 평생 동정), 사망한 다음에는 하느님에 의해 들어올림을 받았다는 것(성모 승천)이다.
성모 공경에 관련된 4가지 교리는 교황무류성에 의해 선포되어, 로마 가톨릭교회의 신자라면 반드시 신앙으로 받아들이고 믿어야한다.

### 사회선교
로마 가톨릭교회의 사회 교리는 병들고 가난하며 고통받는 사람들에 대한 지원을 강조하는 자선 및 구호활동으로 요약할 수 있다. 오늘날 가톨릭교회는 세계에서 교육 및 의료 서비스 분야에서 가장 규모가 큰 비정부단체(NGO)이다.

## 명칭
‘가톨릭’이라는 용어는 코이네 그리스어의 형용사인 '보편적인'‘공번(共繙)된’또는 ‘보편(普遍)적인’라는 뜻의 ‘카톨리코스’(καθολικός)에서 유래했으며, 2세기 초 교회를 설명할 때 처음으로 사용한 말이다. 카톨리코스라는 용어는 ‘모든 이를 아우르는’을 의미하는 καθ' ὅλου (카트 홀루)의 축약형인 καθόλου (카톨루)와 같은 개념이다. ‘가톨릭교회’(he katholike ekklesia)라는 용어는 서기 110년경 안티오키아의 이냐시오가 스미르나 교회 신자들에게 보낸 서신에서 처음으로 등장한다. 예루살렘의 키릴로스가 쓴 교리문답에서도 교회가 당시 유대교에서 분리된 다른 여러 종교 집단과 구분하고자 스스로 가톨릭교회라고 자처한 것으로 나온다.
1054년 교회 대분열 이후 동방 교회는 스스로 ‘정교회’(Orthodox)라고 부르지만, 교황과 친교를 이룬 서방 교회는 ‘가톨릭교회’(Catholic)라고 자처하였다. 그리고 16세기 서방교회 내부의 문제에 대한 종교개혁 시기 서방교회의 개혁 찬성파는 문제의 중심이라고 여겼던 교황과 대립하였고, 교황청은 개혁 찬성파를 파문하여 관계는 단절되었고, 개혁 찬성파는 현재의 개신교회가 되었다. 서방교회의 개혁 반대파는 교황청과 관계를 유지하여 현재의 로마 가톨릭교회에 이른다.
‘가톨릭교회’라는 명칭은 《가톨릭교회 교리서》 등 교회의 공식 문서들에서 가장 일반적으로 사용한 표현이다. 이 명칭은 교황 바오로 6세가 제2차 바티칸 공의회의 문헌들에 서명할 때에도 사용했었다. 그러나 교황청 문서 뿐만 아니라 지역 주교회의에서도 가끔씩 ‘로마 가톨릭교회’라는 용어가 등장하기도 한다. 1908년에 출판된 《성 비오 10세 교황의 교리문답》에서는 가톨릭교회와 교황과의 친교가 끊어진 다른 그리스도교 공동체들의 구별을 위해 가톨릭교회(Ecclesia Catholica) 앞에 ‘로마’(Romana)라는 글자를 삽입하였다.
동아시아에서는 로마 가톨릭교회를 가리켜 ‘천주교’라고도 부른다. 예수회 선교사로서 활동한 미켈레 루지에리 선교사가 1584년 《천주성교실록》(天主聖敎實錄)에서 '천주성교', '천주교'로 번역한 이후 한자문화권 곧 한자가 보편언어, 공용어인 동아시아 지역인 중국, 한국, 일본, 베트남, 태국 등지에서는 한자식으로 표현되어 '천주교'로 사용한다. 천주교라는 명칭의 유래는 아시아 선교를 목표로 했던 예수회 사제 마테오 리치가 중국인의 사상을 연구한 후, 중국에서 온 우주를 창조하고 주재하는 조물주의 개념으로 천주(天主), 즉 하늘의 주인이라는 용어가 널리 사용되고 있음을 알고, 천주라는 신적 개념을 활용한 결과 천주교라는 명칭이 만들어진 것이다. 이러한 신학은 조선 천주교회의 여성 지도자인 강완숙(골룸바)가 친척인 바오로라는 천주교 신자에게 예수의 가르침을 듣고는 "천주는 하늘의 주인이신데, 그 이름을 믿고 따르는 종교라면 필시 참된 종교일 것이다"라고 감탄하면서 천주교 신자가 되었다는 일화(달레의 한국천주교회사)에서도 알 수 있듯이, 하늘을 공경하는 동아시아의 경천사상 전통(하늘이 두렵지 않느냐?라는 말에 경천사상이 함축되어 있다.)에 맞는 이름이라 천주교 신자들에게 널리 쓰였다. 개신교 선교사 존 로스가 "한국인들은 하늘을 공경하므로 하나님이라고 신의 이름을 정했다."라면서 하날(아래아 사용)님에서 ㄹ이 탈락한 하나님을 신의 이름으로 정함이나(실제 안국선이 쓴 사회풍자소설 금수회의록을 현대국어가 아닌 근대국어로 읽어보면, 하날님에서 ㄹ이 탈락한 하나님을 쓰고 있으며, 경기도 포천시가 고향인 이해조 작가가 쓴 토론체 신소설 자유종에서도 하날님이라고 썼다. 물론 이분들이 쓴 하나님, 하날님은 개신교에서 쓰는 하나님이 아닌, 경천사상을 함축한 낱말인 하나님을 뜻한다.) 성공회에서 성공회 기도서를 개정하여 하느님(하늘님에서 ㄹ이 탈락한 고유명사. 하날님에서 ㄹ이 탈락한 하나님과 마찬가지로 경천사상이 담긴 고유명사이다. 즉, 하느님과 하나님 모두 동아시아의 경천사상이 담긴 고유명사들이며, 지금은 기독교/그리스도교에서 신앙하는 대상을 뜻하는 말로 바뀌었다.)으로 바꾸어 쓰기 전까지 천주라고 함도 하늘을 공경하는 동아시아의 경천사상에 맞는 낱말을 만듦(조어법)이다.
대한민국에서 등록된 종교재단 명칭은 '천주교'이고, 따라서 교구의 정식 명칭은 '천주교 지역명 교구'로 사용한다. 전래된 이후에 서학(西學), 천주학(天主學), 천주교(天主敎), 가톨릭교 등으로 혼용되어 오다가 주교회의에서 ‘천주교 또는 가톨릭교’를 선택 공인하여 《가톨릭 지도서》(Directorium, 1932년)에 규정함으로써 ‘천주교’도 교회의 공식 명칭이 되었다.

## 조직
로마 가톨릭교회의 지도는 성품성사를 받은 성직자들이 맡고 있다. 성직자들의 품계는 총 세 가지 품으로 분류하는데, 가장 으뜸은 주교품으로서 일반적으로 교구라고 불리는 자신의 지역을 사목하는 이들을 가리킨다. 주교들 중에는 대주교라는 지위로 올라가는 일도 있지만, 이것들은 서품에 따른 위계가 아니라 교구의 규모에 따라 정해진 교회 행정상의 직무를 나타낸다. 즉 사제가 주교로 서품되는 일은 있어도, 주교가 대주교로 서품되는 일은 없다. 물론, 대주교 중에서도 명의 주교직을 갖는 대주교가 있다. 그 다음은 사제품으로서 보통 주교로부터 지역 본당을 부여받아 사목하는 이들을 가리킨다. 마지막으로는 부제품으로서 주교와 사제를 각종 전례에서 보조하는 역할을 수행한다. 궁극적으로 로마 가톨릭교회 전체를 지도하는 것은 로마의 주교, 즉 교황이다. 여러 수도회 및 단체는 해당 지역 교구의 소속으로서 지역 교구장 주교의 재치권을 받기는 하지만, 실질적으로는 자치적으로 활동한다. 이들 단체 가운데 오직 교황의 재치권만을 받는 곳도 더러 있다. 대부분의 수도회 및 단체의 회원은 성별로 서로 구별되어 있지만, 남성과 여성 모두를 회원으로 받아들이는 곳도 있다. 추가적으로 평신도 회원들은 각종 전례 집전에 보조 자격으로 참여한다.

### 중앙집권제
무엇보다도 여타의 종교들보다 중앙집권체제가 잘되어 있으며 전세계 모든 로마 가톨릭교회의 성당을 교황청에서 일괄 통제 및 관리한다. 그렇기 때문에 로마 가톨릭교회에서 운영하는 전세계의 모든 성당의 방침 및 미사 집전은 모두 동일하다. 또한 말씀의 전례에서 낭독되는 성경 구절도 전 세계 모든 성당이 동일한 구절을 읽는다.
또한 본당신부는 일정기간 간격으로 다른 성당으로 이동 보임되며 심지어는 민간성당에서 군종신부로 보임받아 군에 입대해서 대위로 임관하기도 한다. 게다가 해당 신부의 연고지에 있는 성당에는 보임하지 않는다. 또한 한국 가톨릭에서는 교적 제도와 속지주의 본당제도를 운영하여, 세례성사를 받은 신자는 교적이 생성되며 거주 관할지 구역에 위치한 성당에 교적을 등록하고 신앙생활을 해야 하는 원칙이 있다. 거주 관할지 구역이 아닌 성당에서의 교적 등록은 원칙적으로 허가하지 않는다.
로마 가톨릭의 보고체계 역시 매우 잘 발달되어 있어서 본당신부가 알아낸 일이나 시골 성당에서 발생한 사건 및 사고 등이 소속 교구장주교에게 보고되며 중대한 문제의 경우는 소속교구에서 교황에게 보고된다.

### 교황과 교황청

교황의 상징인 성 베드로의 교차된 천국의 열쇠

로마 가톨릭 교계제도에서 가장 으뜸은 로마교구의 교구장 주교인 교황이다. 교황은 로마 주교좌와 온전한 친교를 이루는 라틴 교회와 동방 가톨릭교회를 아우르는 가톨릭교회 전체의 영적 지도자이다. 교황이라는 말이 권위주의적인 뜻이 담긴 낱말이고, Servus in Servum(라틴어:종들중에서 종)이라는 교종의 서번트 리더십(공동체의 지도자를 권위가 아닌 섬김이라고 보는 리더십)에 어긋난다고 보아 교종이라고 부르기도 한다.
중앙집권이 매우 잘되어 있는 로마 가톨릭교회의 중심이며 로마 가톨릭교회의 모든 방침은 교황과 교황을 보좌하는 교황청에서 시작된다. 따라서 마리아의 구원방주와 같이 교황과 교황청이 가는 노선과는 다른 방향으로 가는 성당은 로마 가톨릭교회의 일원이라 할 수 없으며 이단 및 사이비종교라고 봐야 한다.
교황의 직위는 ‘교황직’(敎皇職)이라고 불린다. 교회에서는 그리스도가 성 베드로 사도에게 천국의 열쇠를 부여함으로써 교황직을 세웠다고 설명하고 있다. 교회의 법률적·사목적 최고 권위의 주체로서 교황을 가리킬 때는 성좌(聖座, Sancta Sedes) 또는 (성 베드로 위에 세워진) 사도좌(使徒座, Sedes Apostolica)라고 부른다. 교황청은 교황을 위하여 최측근에서 일하며 매일 가톨릭교회의 모든 업무를 관리 담당하는 중앙 기구이다. 교황은 또한 로마 시 안에 있는 작은 독립국가인 바티칸 시국의 국가원수이기도 하다. 참고로 바티칸 시국과 성좌, 교황청은 서로 별개의 존재이다. 교황이 세계 각국의 대사들에게 임명장을 수여하고, 외교 사절들을 세계 각국에 파견할 때는 바티칸 시국의 국가원수로서가 아니라 성좌의 수장으로서 하는 것이다.
추기경은 교황청에서 교황을 최측근에서 보좌하는 고위 성직자들로서, 주로 주요 도시를 주교좌로 두고 있는 주교들이나 저명한 신학자들 중에서 교황이 직접 서임한다. 80세 이상의 성직자로 교회에 큰 공헌을 한 성직자 역시 명예직으로 추기경에 임명하는 때도 있는데, 그런 추기경들 중에는 종종 중국이나 베트남 등 독재 정권이나 공산주의 정부에 의해서 장기간 걸쳐 투옥된 성직자도 포함되어 있다. 교황에게 여러 가지 사안에 대해 조언을 하거나 지원을 하기 위해 추기경들로 구성된 단체를 추기경단이라고 부른다.
교황이 선종하거나 사임할 경우, 추기경단 가운데 80세 이하의 추기경들이 후임 교황을 선출하기 위한 비밀 선거인 콘클라베에 참석한다. 교회법으로는 남자 가톨릭 신자라면 누구라도 교황으로 선출될 수 있지만, 1389년 이후로는 오직 추기경들 가운데 한 사람을 선출하고 있다.

### 교회법
로마 가톨릭교회의 교회법(CIC)은 교회의 고유한 조직과 운영, 그리고 신자들이 교회의 목적을 좇아 이루도록 합법적인 교회의 권위로 제정한 법을 말한다. 로마 가톨릭교회는 영신적이면서도 가시적인 형태로 존재하며, 신적인 것과 인간적인 것이 함께 존재한다. 그러므로 교회법도 자연히 신약성경과 성전 안에 나오는 신법과, 교회와 인간이 제정한 실정법으로 이루어진다. 이러한 법의 제정 및 공표는 교황만이 할 수 있다. 교황은 보편 교회의 최고 목자로서 자기 임무에 의하여 교회에서 최고의 완전하고 직접적이며 보편적인 직권을 가지며 이를 언제나 자유로이 행사할 수 있다.
따라서 교회법이란 교회의 존재 목적을 이루기 위해 교회의 고유한 조직과 운영 및 신자 생활의 규율을 정한 모든 법들을 지칭하는 것으로서, 여기에는 로마 가톨릭교회의 성문법과 불문법이 포함된다. 성문법으로는 성경과 성전에 계시된 하느님의 실정법(jus divinum positivum)과 교회가 제정한 법률이 있고, 불문법으로는 자연법(jus naturale)이 있다. 현행 교회법(1983년 교회법)은 교황 요한 바오로 2세가 1983년 1월 25일에 선포하여 1983년 대림 제1주일(11월 27일)에 발효되었는데, 전체가 1725 조항으로 되어있고, 전7권이며 내용은 총칙, 하느님 백성, 교도권, 성화권, 교회 재산 문제, 교회 형법, 교회 재판법의 순서로 되어 있다. 동방 가톨릭교회의 경우, 1990년 제정된 동방 교회법(CCEO)의 적용을 받는다.

### 자치 개별 교회
로마 가톨릭교회 안에는 교리 문제에 있어서 교황의 최고 권위를 수용하는 23개의 자치 총대주교좌 교회들이 존재하고 있다. 이들 교회들을 아울러 ‘자치 교회’(sui iuris)라고 부른다. 이 교회들은 라틴 교회와 다른 역사적·문화적 배경을 갖고 있으며, 이들의 전례 양식이 이를 반영하고 있다. 통상 각 동방 자치 교회들은 총대주교 또는 대주교를 주축으로 고유한 교회 조직 구성이나 전례 양식, 전례력, 기타 영성을 갖고 있다.
현재 가장 규모가 큰 개별 교회는 라틴 교회이며, 신자 수가 대략 12억 명 이상으로 보고되고 있다. 본래 라틴 교회는 남유럽과 북아프리카에 걸쳐 분포되어 있었다. 그러다가 세월이 흘러 서유럽과 중앙유럽, 북유럽까지 교세가 확장되어 오늘날에는 세계의 대부분에 널리 퍼져 있다. 라틴 교회는 스스로 서방 그리스도교에서 가장 역사가 오래되고 교세가 큰 교회로 자부하고 있으며, 여러 유럽 국가의 사상 및 문화에 지대한 영향을 끼쳤다. 소위 종교개혁 이후 발생한 여러 개신교 교파들도 이러한 라틴 교회의 많은 유산을 함께 공유하고 있다.
라틴 교회에 비해 상대적으로 교세는 적지만, 로마 가톨릭교회의 전체적인 구조 안에서 중요한 교회가 바로 2010년 기준으로 약 1,730만 명의 신자와 22개의 자치 교회로 이루어진 동방 가톨릭교회이다. 동방 가톨릭교회들은 동방 그리스도교의 전통과 영성을 따르되 교황과 항상 일치하였던 동방 그리스도교인들과 동서 교회의 분열 및 그 이전의 분열이 있은 지 수세기가 지나서 다시 교황과 일치하는 길을 선택한 동방 그리스도교인들로 구성되어 있다. 일부 동방 가톨릭교회들은 자치적으로 주교 시노드를 통해 선출된 총대주교가 다스리고 있으며, 또 다른 일부에서는 상급대주교나 관구장 주교, 주교 등이 다스리고 있다. 교황청은 이들과의 긴밀한 관계를 지속하기 위해 동방교회성이라는 부서를 두고 있다.

### 교구와 본당, 수도회
각 국가 및 지역 또는 주요 도시는 교구 또는 대교구로 알려진 개별 교회가 관리하고 있다. 각 교구는 교황으로부터 교구 관할권을 받은 주교가 교구장이 되어 다스린다. 교구는 흔히 대교구와 단순한 교구로 구분되는데, 즉 교구는 가톨릭교회를 지역적으로 구분하는 하나의 기본 단위로서 교회 행정상의 한 구역을 말한다. 이러한 몇 교구가 모여 관구를 이룬다. 관구의 중심교구를 대교구라 부르며 대교구의 교구장은 대주교이다 2008년 통계에 따르면 가톨릭교회에는 2,795개의 교구가 존재하고 있다. 각 교구의 교구장 주교들은 해당 국가 또는 지역 주교회의의 일원이기도 하다.
각 교구는 다시 좀더 작은 신자 공동체인 본당구로 나뉘어, 주교들의 대리자인 사제들이 직접 신자들을 보살피게 한다. 각 본당구는 한 명 이상의 사제와 부제 또는 평신도 사도직을 두고 있다. 주교로부터 권한을 위임받은 주교의 협조자인 사제는 항상 본당에 상주하면서 주교에 의해 정해진 관할 구역의 공동체를 위해서 사목해야 하며 성사를 집전해야 할 의무가 있다.
미사를 비롯한 전례 집전은 오직 사제 또는 부제로 서품받은 남성 가톨릭 신자만이 할 수 있다. 전통적으로 복사, 독서자, 성체 분배자는 남성만이 맡는 분야였지만, 최근 들어 여성도 서서히 참여하기 시작했다.
일반적으로 봉헌 생활회에 입회하려면 정신적ㆍ육체적으로 건강한 미혼 남녀여야 하며, 평신도 뿐만이 아니라 사제로 서품받은 남성 신자들도 수도자로서 복음적 권고인 청빈과 정결, 순명을 지키겠다는 서원을 함으로써 자신의 욕망을 억제하고 그리스도와 일체가 되는 완덕에 도달하기 위해 수도 생활을 시작해야 한다. 대표적인 봉헌 생활회로는 베네딕도회와 가르멜회, 도미니코회, 프란치스코회, 사랑의 선교 수녀회, 그리스도의 레지오 수도회 등이 있다.

## 신자 수 통계

가톨릭 신자 수 통계
90-100%
80-90%
65-80%
50-65%
30-50%
15-30%
7-15%
1-7%
1% 이하

2015년 12월 통계조사에 따르면 전 세계 로마 가톨릭 신자 수는 약 1,284,810,000명으로 세계 인구의 17.7%를 차지하고 있다. 아프리카와 아시아의 증가율은 2.3%, 아메리카와 유럽의 증가율은 0.3%이며, 전체적으로 1.5% 증가하고 있다. 아메리카의 48.8%(5억 9,882만 명), 유럽의 23.5%(2억 8,687만 명), 아프리카의 16.0%(1억 9,859만 명), 아시아의 10.9%(1억 3,464만 명), 오세아니아의 0.8%(970만 명)가 가톨릭 신자이다. 전체 기독교 신자 수에서 로마 가톨릭 신자 수가 절반 이상을 차지하고 있다.
유럽에서 신자의 비율이 가장 높은 나라를 보자면, 라틴 유럽에서는 프랑스, 이탈리아, 스페인, 포르투갈이 있고, 비(非)라틴계 유럽에서는 오스트리아, 벨기에, 크로아티아, 체코, 헝가리, 아일랜드, 리투아니아, 몰타, 폴란드, 슬로바키아, 슬로베니아 등이 있다. 독일과 네덜란드, 스위스, 영국의 북아일랜드 지방에서는 로마 가톨릭교회와 개신교의 교세가 유사하다.
아메리카에서도 로마 가톨릭 신자가 폭넓게 분포하고 있는데, 일반적으로 앵글로아메리카보다 라틴 아메리카가 다수를 점유하는 것으로 조사되고 있다. 특히 멕시코, 브라질, 아르헨티나, 콜롬비아에서 교세가 강하며, 브라질은 세계에서 로마 가톨릭 신자의 절대 수효가 가장 많은 나라로 알려져 있다. 앵글로아메리카에서 미국은 2012년 말 기준으로 약 7,118만 명의 로마 가톨릭 신자가 거주하는 나라로 전체 국민의 4분의 1 가량이 가톨릭 신자이다. 캐나다 역시 상당 수의 신자가 분포하여 현재 캐나다에서 최대 신자 수를 가진 종교로 꼽힌다.
아프리카에서는 사하라 사막 이남의 여러 나라에 폭넓게 분포되어 있다. 신자는 콩고 민주 공화국, 나이지리아, 우간다 등에 많은 편이며, 국민 중 가톨릭 신자가 차지하는 비중이 높은 나라로는 세이셸, 우간다, 부룬디 등이 있다.
아시아에서는 전체 인구 중 그 비중은 낮으나, 필리핀과 동티모르는 국민의 대다수가 로마 가톨릭 신자이며, 대한민국은 2015년 12월말 기준 약 389만 명으로서 전체 인구의 7.9%가 로마 가톨릭 신자이다. 오세아니아에서는 오스트레일리아에 로마 가톨릭 신자가 가장 많으며(2011년 기준 544만), 이외의 중소 국가들에도 폭넓게 분포되어 있다.
2015년을 기준으로 로마 가톨릭 성직자 수는 466,095명이다. 주요 성장 지역은 아시아와 아프리카로 2000년도 이래 각각 39%와 32%가 증가하였다. 반면, 아메리카에서는 성장률이 그대로였고 유럽에서는 9% 하락하였다. 2006년을 기준으로 가톨릭교회의 수도자 수는 724,559명이다. 이 가운데 여성 수도자인 수녀의 수는 670,330명이다.

## 전례

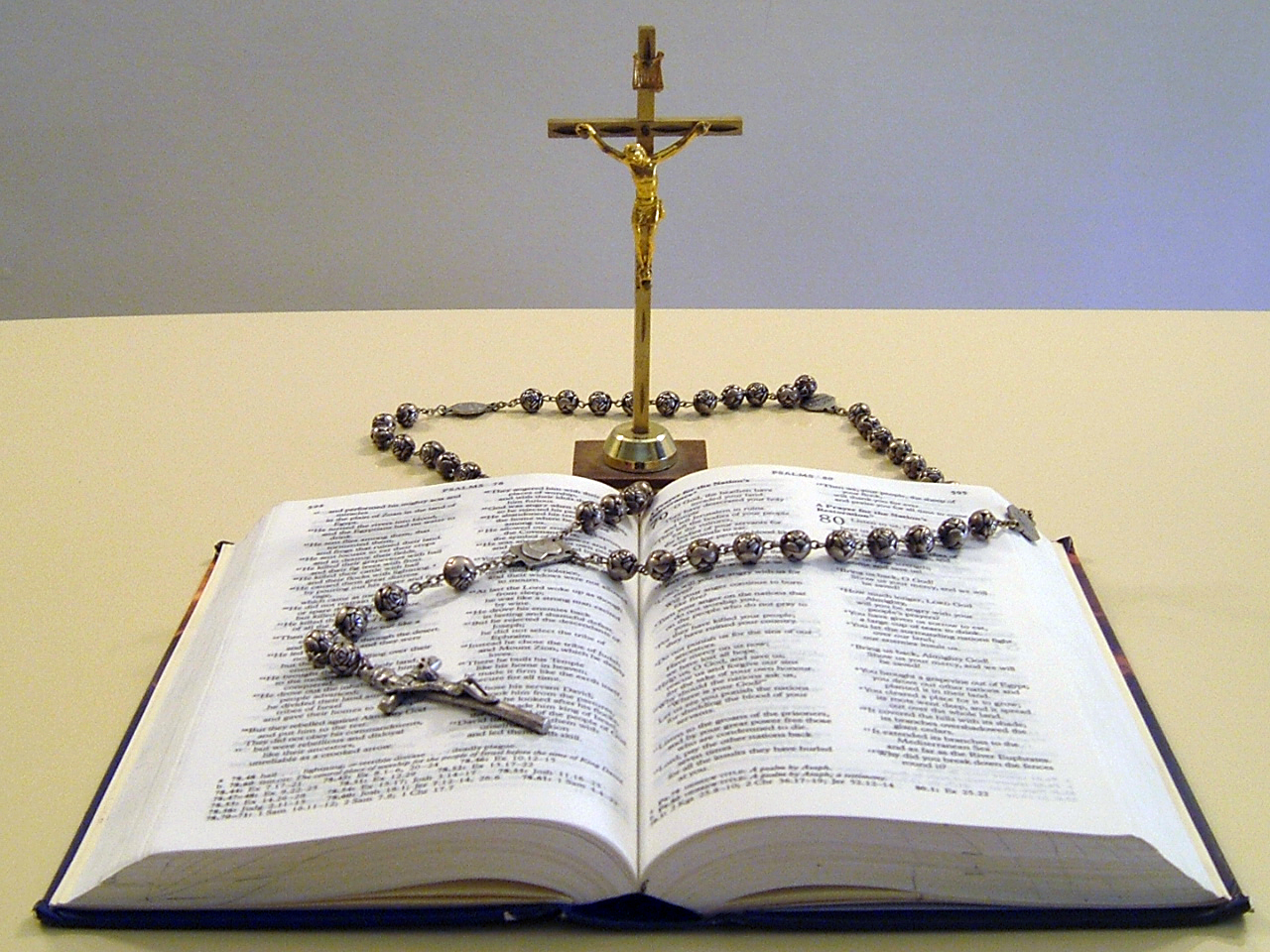
가톨릭교회의 기본적인 종교물인 성경과 십자고상, 묵주.

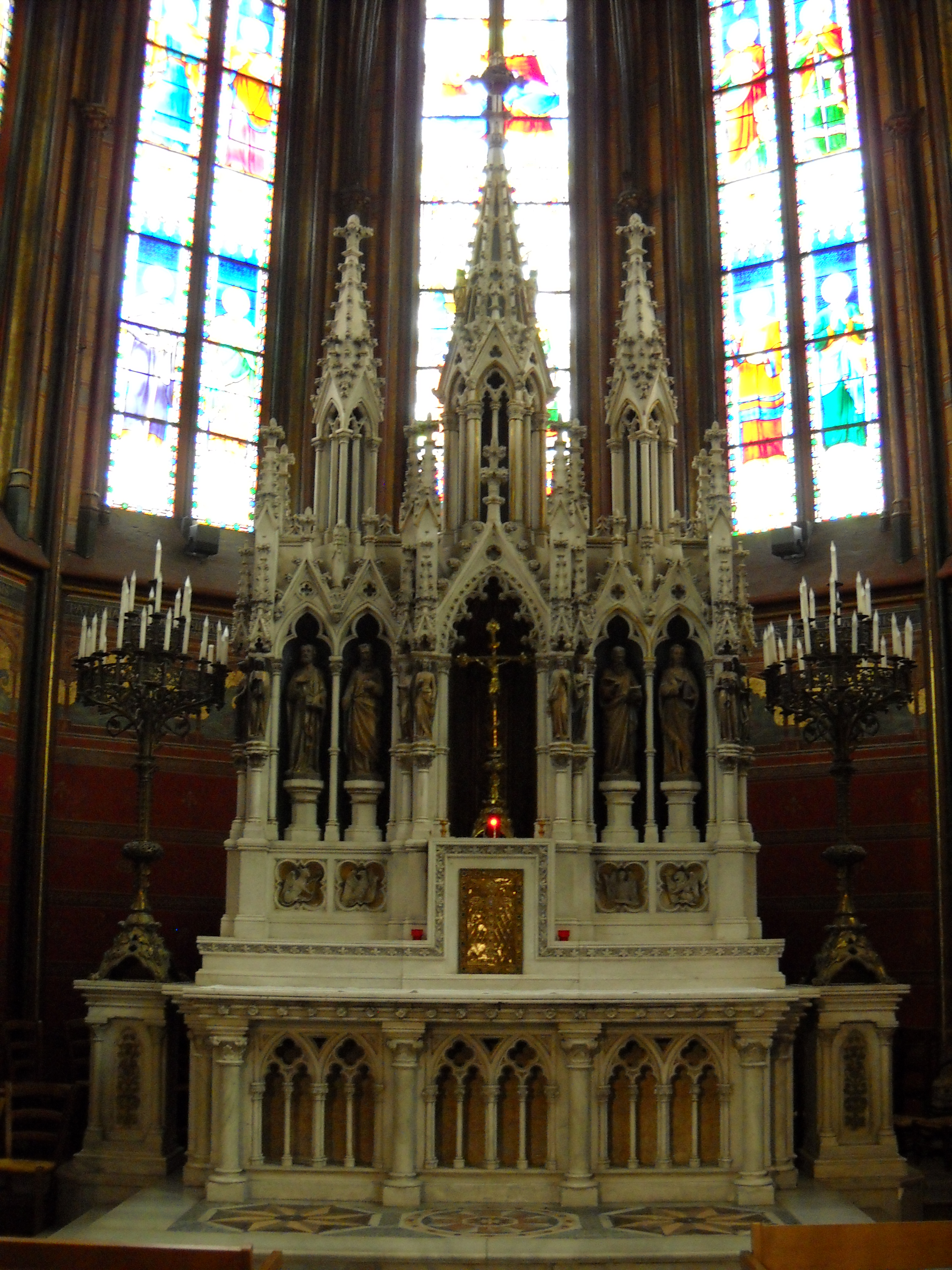
예수 그리스도의 봉헌을 기념하고 재현하는 장소이자 경신례의 중심인 제대.

《한국 가톨릭 전례사전》은 전례에 대해 ‘그리스도의 신비체이며 하느님 백성인 교회가 거행하는 공적 경배로서 행위로 드러내는 기도이며 그리스도와 그분 교회의 기도이다.’라고 정의하고 있다. 교황 비오 12세는 회칙 《하느님의 중개자》(Mediator Dei)에서 “전례는 우리 구세주께서 교회의 머리로서 아버지께 드리는 공적 경배인 동시에 신도들의 공동체가 공동체의 창설자께 바치는 공적 경배이며 그분을 통해 아버지께 바치는 공적 경배이다. 간단히 말해 전례는 머리와 지체가 하나 되어 그리스도의 신비체에 의해 봉헌되는 경배이다.”(20항)라고 설명하였다.
가장 많이 알려진 대표적인 전례 양식은 로마 전례의 일반 양식이지만, 동방 가톨릭교회들은 물론 라틴 교회 안에서도 다양한 전례 양식이 전해져오고 있다. 가톨릭교회를 구성하는 23개의 개별 교회(sui iuris)마다 여러 가지 전례 양식이 존재하는데, 이는 신앙의 차이라기보다는 역사적·문화적 다양성을 반영하는 것이라고 볼 수 있다. 동방 교회 교회법에서는 “전례 예식은 전례적·신학적·정신적·규율적 유산으로서, 다양한 민족의 역사와 문화를 반영하여 각 개별 교회마다 저마다의 방식에 따라 고유의 형태로 나타난다.”고 정의하고 있지만, 주로 전례적 유산에 한정되어 있다.

### 성찬의 전례 거행
로마 가톨릭교회의 모든 전례를 통틀어 가장 중심이 되는 것은 성체성사를 포함하는 미사(성찬예배 (동방 교회))이다. 로마 가톨릭교회에서는 오직 유효하게 수품된 사제만이 미사를 집전하여 제병과 포도주를 그리스도의 몸과 피로 성변화시킬 수 있다고 가르치고 있다. 가톨릭교회에서는 미사 중에 사제가 제병과 포도주를 축성하면 참으로 그리스도의 몸과 피, 즉 성체와 성혈로 바뀐다고 가르친다. 즉 축성된 뒤에 제병과 포도주 자체가 남아 있지 않고 그리스도의 몸과 피로 변하되 다만 제병과 포도주의 형상만 남아 있는 것이다. 가톨릭교회에서는 성체성사 안에 그리스도가 참으로 실재적으로 그리고 실체적으로 존재한다고 가르친다. 가톨릭 신자라 하더라도 죄중에 있는 사람은 사전에 고해성사를 보고 죄를 용서받은 후에야 비로소 성체를 영할 수 있다. 일반적으로 가톨릭 신자들은 성체를 영하기 전 1시간 동안 공복재를 지켜야 한다. 공복재란 성체에 대한 존경과 영성체를 준비하는 마음에서 어떠한 음식이나 음료의 섭취를 삼가하는 것이다. 하지만 물과 약은 언제든지 먹을 수 있으며, 노인이나 병약자, 병자를 간호하는 사람들은 공복재 규정을 지키지 않고서도 성체를 영할 수 있다.
가톨릭 신자가 아닌 사람들은 성체를 영할 수가 없다. 로마 가톨릭교회는 가톨릭 신자와 위급한 상황에 쳐해있는 동방 정교회 신자들에게만 영성체 참여를 허락하며, 성공회를 비롯한 개신교 신자와 타 종교 신자들에게는 영성체 참여를 허락하지 않는다. 아직 가톨릭에서 영세받지 않는 예비신자들도 성체를 영할 수 없다. 만약 성체를 영할 자격이 없는 상태에서 성체를 영하면 모령성체의 죄가 성립된다.
로마 가톨릭교회에서 성체와 성혈은 단순한 밀빵이나 상징이 아닌, 예수 그리스도의 몸과 피 그 자체로 정의된다. 만약 성체를 독성의 목적으로 내던지거나 파손, 보관하는 자는 사도좌에 유보된 자동파문의 처벌을 받는다.
로마 가톨릭 신자들은 모든 주일 (그리스도교)과 더불어 의무 대축일에 해당하는 천주의 성모 마리아 대축일(1월 1일), 주님 부활 대축일, 성모 승천 대축일(8월 15일), 주님 성탄 대축일(12월 25일)에 미사에 참례해야 하는 것이 기본적인 의무이다.

### 서방 전례 양식
로마 전례는 로마 가톨릭교회의 가장 대표적이면서 일반적인 전례 양식이다. 이 전례 양식은 유럽의 선교사들의 활발한 선교 활동을 통해 전세계로 널리 퍼졌다. 현재 로마 전례의 일반 양식은 1969년판 로마 전례로서, 교회의 공식 언어인 라틴어보다는 나라별로 자국어로 봉헌하는 경우가 많은 것이 특징이다.

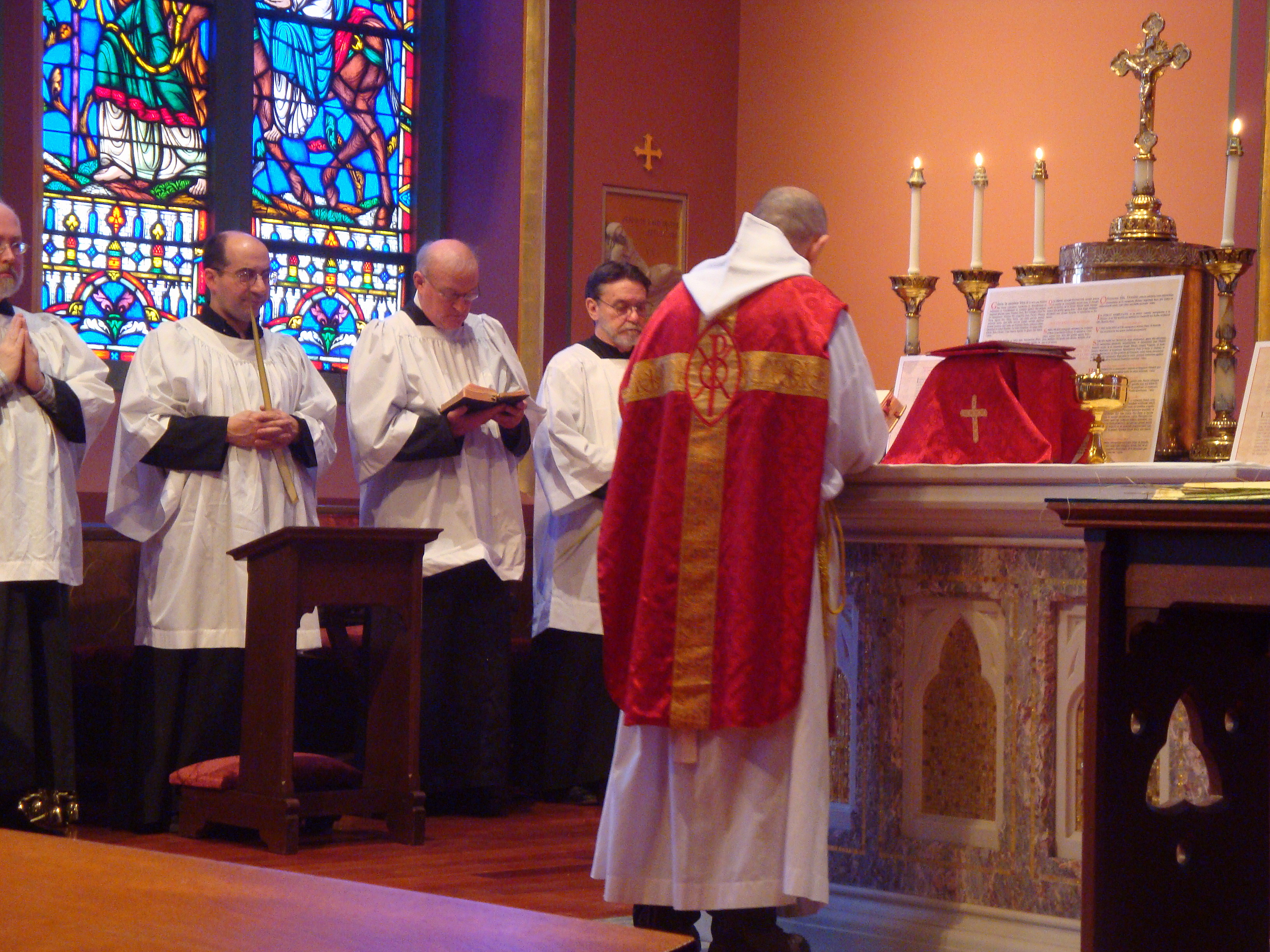
트리엔트 미사를 집전하는 사제의 모습.

2007년 교황 베네딕토 16세는 ‘더 오랜 관행’(usus antiquior)이라고 일컬어지는 로마 전례의 특별 양식을 담고 있는 1962년판 로마 미사 경본을 지속적으로 사용하는 것을 승인하였다. 제2차 바티칸 공의회가 소집되기 몇달 전에 출판된 이 미사 경본은 1570년 트리엔트 공의회의 요청에 따라 교황 비오 5세가 표준화하여 반포한 트리엔트 미사의 마지막 개정판이다. 교황 비오 5세의 로마 미사 경본은 1604년 교황 클레멘스 8세, 1634년 교황 우르바노 8세, 1911년 교황 비오 10세, 1955년 교황 비오 12세 그리고 1962년 교황 요한 23세에 의해 조금씩 개정되어왔다. 1969년 교황 바오로 6세가 새로운 로마 미사 경본을 공표하면서, 1962년판 로마 미사 경본에 따라 미사를 거행하려면 교구장 주교의 승인을 사전에 받아야만 했다. 2007년 교황 베네딕토 16세는 자의교서 《교황들》(Summorum Pontificum)을 발표하여 신자들 없이 사제 혼자 임의로 또는 신자들이 요청하면 교구장 주교의 승인 없이도 사제가 자유롭게 트리엔트 미사를 거행할 수 있도록 허락하였다. 베네딕토 16세는 또한 독서 봉독은 자국어로 읽는 것을 허용하였지만, 복음서를 봉독할 때는 오직 교회의 공식 언어인 라틴어로 낭송하도록 하였다.
2009년 교황 베네딕토 16세는 사도적 서한 《성공회 신자 단체》(Anglicanorum Coetibus)를 반포하여 성공회를 떠나 로마 가톨릭교회와 완전한 친교를 이루는 전(前) 성공회 신자들로 구성된 성직 자치단이 성공회의 전통에 따른 전례와 영성과 사목 전통을 그대로 유지할 수 있게 하였다.
암브로시오 전례와 모자라빅 전례는 로마 전례와 뚜렷한 차이점을 보이는 서방 전례의 일종으로서 일부 라틴 교회에서 거행되고 있다.

### 동방 전례 양식

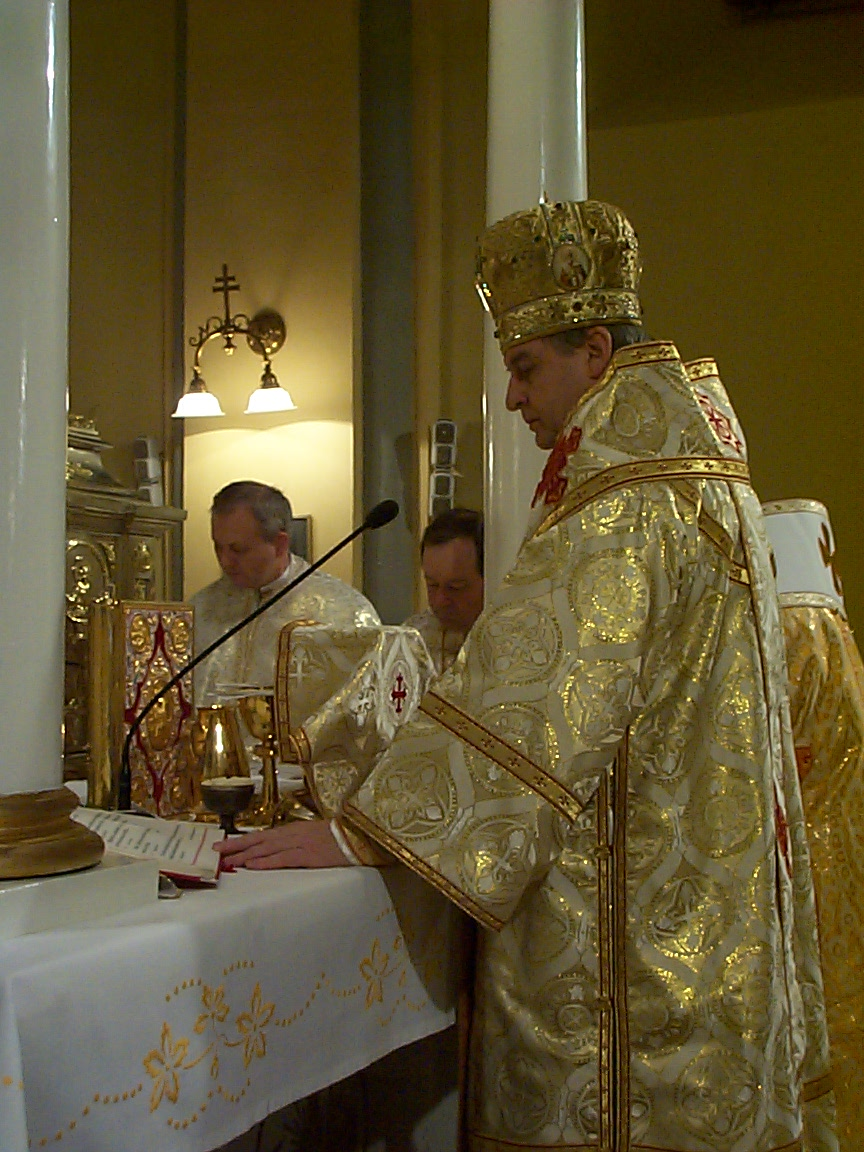
그리스 가톨릭교회의 주교가 집전한 성찬예배

동방 가톨릭교회에 속한 지역 교회들의 전례 양식들은 종류가 매우 다양하며, 개중에는 동방 정교회나 기타 동방 기독교 종파들의 전례와 비슷하거나 완전히 동일한 것도 있다. 다만 다른 점이 있다면 동방 가톨릭교회들은 동방 기독교로서 자신들의 정체성은 그대로 유지하면서도 교황과 온전히 일치하여 친교를 이루고 있으며, 이를 절대로 깨트리려 하지 않는다는 점이다.
동방 가톨릭교회의 전례들은 그리스와 안티오키아, 여러 슬라브 국가들에서 전해 내려오는 비잔티움 전례를 포함해서 알렉산드리아 전례, 서시리아 전례, 아르메니아 전례, 안티오키아 전례, 동시리아 전례 등이 있다. 이들은 초기 기독교 시대부터 전승된 것으로 여겨지는 고유의 전통과 전례를 가지고 있으며 교황청은 이들의 전통과 관습을 인정하고 있다. 따라서 교황청 내에 이 교회들을 관할하는 부서인 동방교회성을 설립하였고(1917), 이들을 위한 고유의 동방교회법을 제정하였으며(1990), 현재까지도 이들의 신학과 전례, 영성 연구를 위하여 교황청 동방 대학을 설립하여 운영하고 있다. 다만 과거에 동방 가톨릭교회들에서 사용해왔던 몇몇 전례에 대해서는 어느 정도는 전례의 라틴화를 시행할 것을 전제조건으로 하여 거행하도록 하였다. 그러나 제2차 바티칸 공의회에서 동방 교회에 관한 교령인 《동방 교회들》(Orientalium Ecclesiarum)을 발표하면서, 동방 가톨릭교회들은 자신들의 전통적인 전례 예법과 규율을 다시 회복했으며, 각 교회들은 자신들만의 고유한 전례력을 따르고 있다.

## 교리
로마 가톨릭교회의 교리는 초기 기독교의 가르침을 직접적으로 계승하여 세계 공의회와 교황 교서의 판결에 따른 정통 신앙과 사이비 이단의 구분, 여러 신학자에 의한 신학적 토론을 두루 반영하여 수세기에 걸쳐 발전해왔다. 가톨릭교회는 스스로 예수 그리스도로부터 복음을 전하고 가르치도록 위임을 받았기 때문에 성령의 특별한 도움으로 어떤 종류의 교리적 오류나 잘못을 저지를 수 없다고 믿고 있다(교회의 무류성).
로마 가톨릭교회의 가르침은 성경과 성전을 이루어진 공적 계시를 근거로 삼고 있으며, 그 내용을 올바로 해석하는 직무는 예수 그리스도의 이름으로 권한을 행사하는 교회의 교도권에만 맡겨져 있다고 보고 있다. 따라서 모든 가톨릭 신자는 이 교도권에 따른 성경과 성전 해석에 따라야 한다. 가톨릭교회의 성경 권수는 구약성경 46권과 신약성경 27권을 합쳐 총 73권이다. 신약성경의 목록에 대해서는 동서방 교회 모두 이견 없이 받아들였지만, 몇몇 개신교도들은 이견을 제시하기도 하였다. 구약성경의 경우, 제2경전이 일부 포함되어 있다. 개신교에서는 제2경전의 권위를 받아들이고 있지 않지만, 동방 정교회에서는 로마 가톨릭교회와 사실상 마찬가지로 성경의 일부로 인정하고 포함시켰다. 성전은 전승 또는 전통이라고도 부르며, 사도 시대 때부터 전해 내려온 교회의 기도와 가르침, 전례 예식, 권위 있는 저술 등을 가리킨다. 가톨릭교회에서는 성경과 성전을 모두 통틀어 ‘신앙의 유산’(depositum fidei)이라고 부르고 있다. 그러나 성경과 성전이 다양하게 해석되어 큰 혼란이 일어날 여지가 있기 때문에 이를 올바르게 해석하는 것이 바로 교황과 교황과 온전히 일치하여 친교를 이루는 주교단으로 구성된 교회의 가르침이다(교도권).
로마 가톨릭 교리를 권위 있게 정돈하여 요약한 것이 성좌에서 출판한 《가톨릭교회 교리서》이다. 《가톨릭교회 교리서》의 교리 부문은 사도신경의 각 조목을 체계화한 것이다. 가톨릭교회는 니케아 콘스탄티노폴리스 신경과 아타나시오 신경 또한 신앙 고백으로 받아들이고 있다.

### 삼위일체

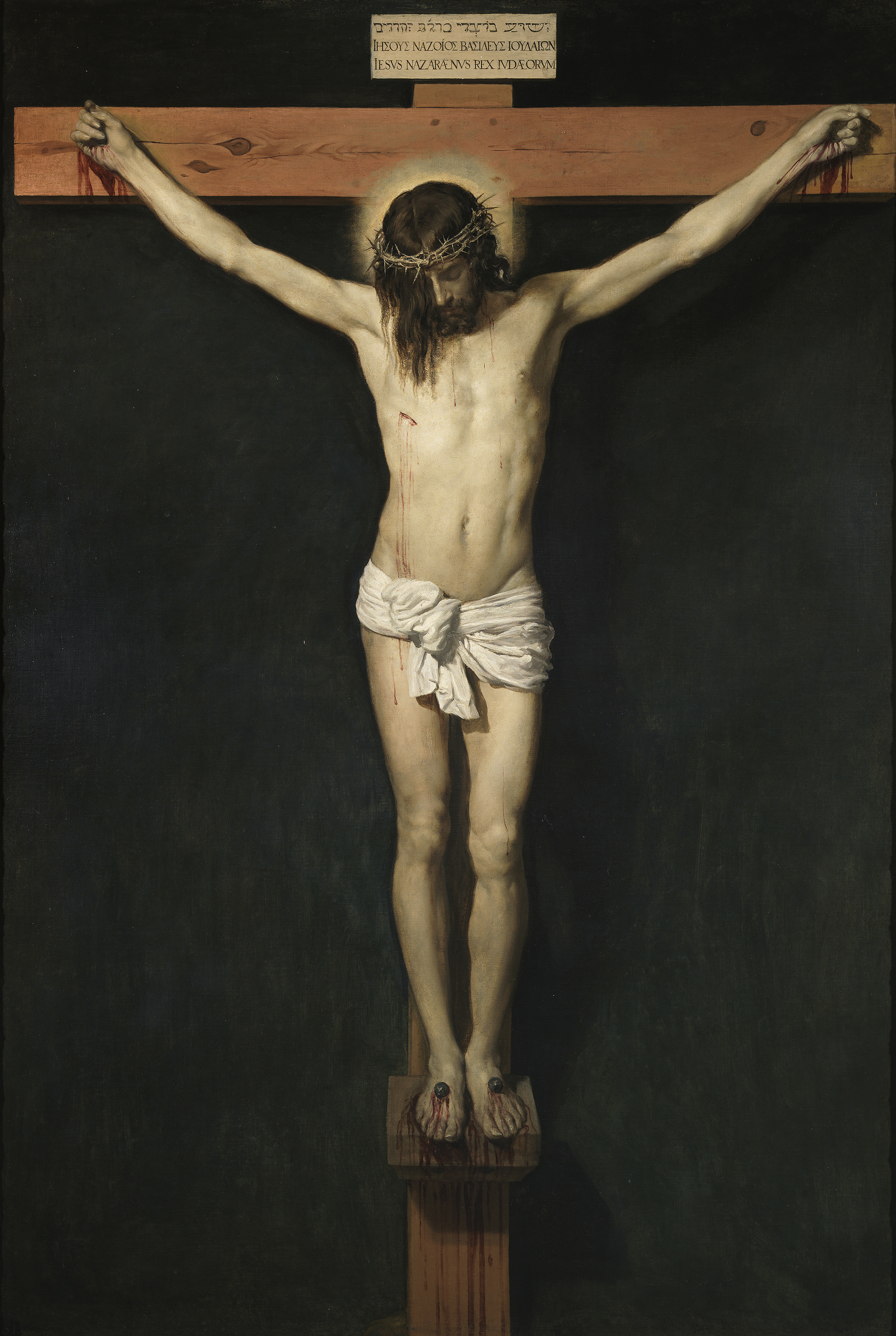
디에고 벨라스케스의 십자가에 못박히신 그리스도

로마 가톨릭교회는 하느님(또는 천주)은 한 분이지만 세 가지 위격을 지녔다고 믿는다. 삼위일체는, 유일신이자 창조주인 하느님이 서로 구분되면서 완전히 동등한 삼위이며 친밀한 사랑으로 일치를 이루고 있음을 말한다. 삼위는 성부와 성자와 성령이다. 가톨릭교회가 고백하는 삼위일체 신앙은 다음과 같다. “하느님께서는 세 분이 아니라 세 위격이신 한 분 하느님이시다. 하느님의 세 위격은 서로 실제적으로 구분되지만 오직 하나의 본성, 하나의 실체이시다. 성부의 위격이 다르고 성자의 위격이 다르고 성령의 위격이 다르다. 그러나 성부와 성자와 성령의 신성은 하나이고, 그 영광은 동일하고, 그 위엄은 다 같이 영원하다.” 가톨릭 신자들은 기도를 바칠 때에 성령 안에서, 성자를 통하여, 성부에게 바친다.
로마 가톨릭교회는 예수 그리스도가 삼위일체의 제2위격인 성자라고 믿고 있다. 그리고 성자는 인류 구원을 위하여 성령으로 인하여 동정녀 마리아의 태중에 잉태되어 신성을 잃지 않으면서 인성을 취하였는데, 이 사건을 강생이라고 부른다. 이 강생으로써 성자는 신성(神性)과 인성(人性)을 모두 지닌, 참 하느님이면서 참 사람이 되었다고 한다. 451년 칼케돈 공의회는 예수 그리스도의 위격 안에 신성과 인성이 분리되거나 뒤섞이지 않고 결합되어 있다고 가르쳤다. 네 복음서에 기록된 바에 의하면, 그리스도가 이 땅에 강생한 이유는 하느님의 복음을 세상 사람들에게 전파하여 그들이 믿고 충실히 따름으로써 구원을 받게 하려는 것이다. 그리스도는 자신의 말씀과 행적으로 하느님이 사랑과 자비가 넘치는 존재임을 구체적으로 보여 주었다. 한 예로, 그는 사람들에게 자녀가 자기 아버지를 부르듯 친밀한 애정과 온전한 신뢰를 가지고 하느님을 ‘아버지’라고 부르라고 가르쳤다.
로마 가톨릭교회는 복음서가 전하는 바와 같이, 그리스도가 성부의 뜻에 철저히 순종하여 인류에 대한 사랑으로 그들의 모든 죄를 대신 짊어지고 수난을 받고 십자가에 못박혀 자신의 목숨을 바침으로써(예수의 십자가형) 모든 사람이 하느님과 다시 화해할 수 있는 길을 열어 주고 죄로부터 자유로워져 구원받을 자격을 되돌려 주었다고 가르치고 있다(속죄). 그리고 그리스도가 죽음을 이기고 부활함으로써 모든 사람이 원죄 때문에 불가능했던 하느님의 생명에 참여할 길이 다시 열리게 되었다고 가르치고 있다. 가톨릭교회의 가르침에 따르면, 예수 그리스도를 믿는 사람들은 죽어서 육체가 땅에 묻히고 썩어 없어지더라도 마지막 날에 예수처럼 영광스러운 몸으로 부활할 것이라고 한다. 사도신경 중에 “육신의 부활을 믿으며….”라는 고백은 바로 이런 뜻이다. 이와 같이 예수의 부활은 가톨릭 신앙의 근거이며 핵심이다.<re 가톨릭교회의 가르침에 따르면, 그리스도는 부활한 다음 천국으로 승천하였다고 한다. 그리스도의 승천은 그가 이 땅에 와서 사명을 완수했다는 것, 하느님의 사랑받는 아들로서 하느님의 완전한 영광 안으로 들어갔다는 것, 그리고 세상 만물을 다르시고 인류를 구원하는 모든 주권이 성부와 함께 그리스도에게도 주어졌다는 것을 의미한다. 또한, 그리스도는 승천하면서 교회에 성령을 보내 주고, 성령과 함께 세상 끝날까지 교회와 함께 하겠다고 약속하였다고 한다. 그래서 모든 가톨릭 신자는 예수 그리스도가 그리스도이며 하느님의 아들임을 믿고, 그의 이름으로 영원한 생명을 얻는다고 믿는다.
로마 가톨릭교회는 성령의 발출(processio)이 성부와 성자에게서 나온다고 가르친다. 그리하여 381년 니케아 콘스탄티노폴리스 신경의 라틴어판에 ‘필리오케’(Filioque; 성자에게서)라는 단어를 집어넣어 “성령께서는 성부와 성자에게서 발하시고….”가 되었다. 이는 단지 신앙 고백의 또 다른 형태이거나, 라틴어판에만 해당되는 것이 아니라, 동방 가톨릭교회를 비롯한 교황과 친교를 이루는 동방 기독교에서도 동일하게 받아들이고 있다.

### 사도 전승
《가톨릭교회 교리서》에 의하면, 로마 가톨릭교회는 ‘그리스도의 유일한 교회’로서, 니케아 콘스탄티노폴리스 신경에서 고백하는 ‘하나이고 거룩하고 보편되며 사도로부터 이어 오는 교회’이다. 그리고 가톨릭교회의 설립자는 예수 그리스도이며, 그는 열두 사도를 임명하여 자신의 사명을 계승하도록 하였다고 가르친다. 사도들은 바로 교회의 초기 주교들에 해당한다. 가톨릭교회는 그리스도가 승천하면서 사도들에게 “보라, 내가 세상 끝 날까지 언제나 너희와 함께 있겠다.”(마태 28,20)라고 약속했기 때문에, 사도들의 권한은 단절되지 않고 그들에게 서품받은 후계자들인 주교들이 계승하고, 또 주교들을 후임 주교들이 계승하는 방식으로 오늘날에도 여전히 행사하고 있다고 가르치고 있다. 특히 로마의 주교인 교황은 사도들의 으뜸인 베드로의 후계자인데, 교황은 그의 수위권을 이어받아 교회에서 행사하고 있다. 가톨릭교회는 또한 교황 비오 12세의 회칙 《그리스도의 신비체에 관하여》(Mystici Corporis Christi)에서 교회가 (그리스도를 머리로 한) 그리스도의 신비체로 자처하고 있다.
따라서 오늘날 로마 가톨릭교회를 제외한 다른 많은 기독교 교파가 저마다 그리스도의 유일한 교회라고 하는 주장을 받아들이지 않는다. 왜냐하면 이런 주장은 유일한 교회와 보편된 교회에 반대되는 주장이기 때문이다. 이와는 반대로, 로마 가톨릭교회까지 포함해 세상에 있는 모든 교회는 아류고 참된 교회가 아니므로 참된 교회는 교회 일치 운동을 통하여 세상 종말에 비로소 실현된다는 주장도 받아들이지 않는다. 그러나 로마 가톨릭교회는 비록 갈라져 나간 기독교 교파들이 부족한 점은 있어도 구원의 신비에서 전혀 가치가 없는 것은 아니라고 보고 있다. 성령은 다른 교파들 안에서도 활동하고 다른 교파들도 구원의 도구로 사용하기 때문이다. 그러나 다른 교파에 좋은 점이 있다고 하더라도 구원에 필요한 모든 요소가 다 있는 것은 아니다. 로마 가톨릭교회를 통해서만 구원의 방법을 충분히 가질 수 있기 때문이다. 가톨릭교회 이외에는 완전한 구원 기관이 없다는 것이 가톨릭교회의 원칙이다. 아울러 기독교를 제외한 다른 종교에 대해서는 폐쇄적인 태도를 버리고 대화하고 협력하며 존중하는 태도를 가지되 그것이 종교 다원주의나 종교 상대주의로 빠지는 것으로 되어서는 안 된다고 보고 있다.

### 성사
트리엔트 공의회에서는 그리스도가 성사를 제정하고 이를 집전한 권한을 교회에 맡겼다고 정의하였다. 성사의 종류는 총 일곱 가지로, 세례성사와 견진성사, 성체성사, 고해성사, 병자성사(또는 종부성사), 성품성사, 혼인성사이다. 성사는 하느님의 현존과 은총을 직접 체험할 수 있도록 그리스도가 교회에 맡긴 은총의 효과적인 표징들로서, 성사를 받는 사람 역시 올바른 자세와 지향, 마음가짐과 열정에 따라 은총을 더욱 풍성하게 받을 수가 있기 때문에 진실한 믿음과 성실한 참여가 요구된다. 아울러 성사는 그리스도가 제정하고 실질적으로 주관하기 때문에, 교회가 정한 합당한 예절과 자격이 있는 도구적 집전자(사제)가 집전한다면 성사의 효력이 생긴다. 즉 집전자의 개인적인 성덕과 관계없이 성사행위 자체(예절)를 올바르게 집전했다면 성사의 은총이 자동적으로 베풀어진다. 그래서 성사는 인효적(ex opere operantis)이 아니라 사효적(ex opere operato)이라 한다. 《가톨릭교회 교리서》는 칠성사를 크게 ‘그리스도교 입문 성사’, ‘치유의 성사’, ‘친교에 봉사하는 성사’로 구분하였다. 세례성사와 견진성사, 성체성사는 완전한 신자가 되는 과정의 절차이고, 나머지 성사들은 특수한 경우에 특별한 목적으로 받는 성사들이다. 그리고 칠성사 중 세례성사와 견진성사, 혼인성사, 성품성사는 일생 동안 한 번만 받을 수 있고, 다른 세 가지 성사는 필요할 때마다 계속해서 받을 수가 있다.

### 사후 심판

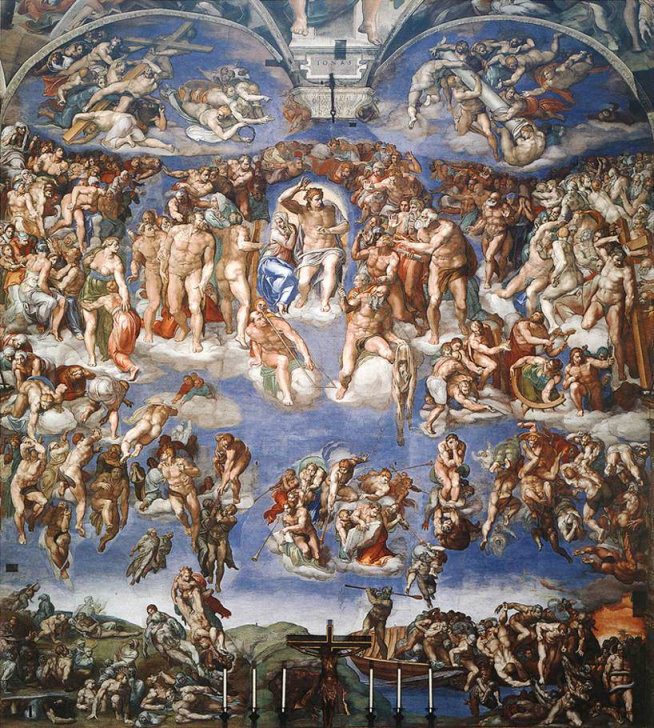
미켈란젤로의 최후의 심판

로마 가톨릭교회에서는 사람은 누구나 죽은 후에 곧바로 하느님으로부터 개별적으로 심판(사심판)을 받게 된다고 가르친다. 교회는 또한 언젠가 그리스도가 산 이와 죽은 이를 막론하고 모든 인류에 대한 보편적 심판을 거행할 날이 도래할 것이라고 가르치고 있다. 가톨릭교회의 가르침에 의하면, 세상 종말에 이르러 우주적 이변이 발생하는 가운데 그리스도가 천상 세계로부터 이 땅에 재림하여 공심판(최후의 심판)을 거행함으로써 인류 역사는 종식되고 하느님의 정의로운 통치를 받는, 새 하늘과 새 땅이 도래할 것이라고 한다. 그 때에 죽었던 사람들은 부활하여 분리되었던 영혼과 육신이 재결합하고, 아직 죽지 않고 살아있는 사람들과 함께 심판자 그리스도로부터 심판을 받는데, 의인들은 천국에서 영원한 복을 누리고 악인들은 지옥에서 영원한 벌을 받을 것이라고 한다. 각자의 심판 기준은 마태오 복음서에서 말하는 바와 같이, 그리스도가 세상에 알려 준 사랑의 법을 어떻게 실천했는가에 따른다. 특히 그리스도는 “나에게 ‘주님, 주님!’ 한다고 모두 하늘나라에 들어가는 것이 아니다. 하늘에 계신 내 아버지의 뜻을 실행하는 이라야 들어간다.”고 강조하였다. 공심판이 언제 일어날 지에 대해서는 성부 외에는 아무도 모른다고 한다.
《가톨릭교회 교리서》에 의하면, ‘최후의 심판 때에 각 사람이 지상 생활 동안 선을 행하였거나 이를 소홀히 한 일의 궁극적 결과까지도 드러날 것’이라고 한다. 죽은 후부터는 범죄하거나 공로를 쌓을 수가 없으며, 육체를 떠난 영혼은 심판의 결과에 따라 다음 세 곳 가운데 한 곳으로 가게 된다고 한다.
- 천국은 하느님과 완전히 일치하여 매개체 없이 하느님을 있는 그대로 선명하고 명백하게 바라보며 그와 함께 영원히 누리는 행복, 즉 지복직관(至福直觀)을 누릴 수 있는 상태를 말한다.[79]
- 연옥은 하느님의 은총과 사랑 안에서 죽었기 때문에 영원한 구원을 보장받았으나, 아직 완전히 정화되지 않은 사람들이 천국의 기쁨으로 들어가기 위해 필요한 거룩함을 얻기 위해 거쳐야 하는 정화를 가리킨다.[80] 비록 용서를 받고 하느님과 화해했더라도 죄에 따르는 벌이 남아 있고 또 죄 때문에 파괴된 질서가 아직 회복되지 않았기 때문에 정화가 반드시 필요하다. 그러므로 소죄나 잠벌이 있으면 후세에 가서 연옥 벌을 통하여 이를 치루어야 한다는 것이 교회의 가르침이다.[81] 연옥의 영혼들은 세상에 있는 열심한 신자들의 기도로 연옥에서의 고통이 경감되거나 정화 기간이 단축되는 등 큰 도움을 받을 수 있기 때문에 교회는 연옥 영혼들을 위한 미사를 봉헌하고 위령 기도를 바칠 것을 적극 권장하고 있다. 연옥은 천국이나 지옥과는 달리 공심판 후까지 연장되지 않는다. 공심판으로써 모든 사람의 정화 과정이 끝나면 더는 필요 없기 때문이다.
- 지옥은 하느님이 베푸는 사랑과 은총을 거부하고 대죄를 의식적으로 범한 상태에서 회개하지 않고 죽을 때까지 그 생활을 청산하지 않은 사람들이 스스로 하느님과 영원히 단절되어 벌을 받는 상태를 일컫는다. 하느님은 아무도 지옥에 가도록 예정하지 않으며, 순전히 자유의사로 하느님에게 반항하고 끝까지 그것을 고집함으로써 지옥에 가게 되는 것이다. 전통적인 신학은 지옥 영벌의 본질이 실고(失苦)라고 가르친다. 실고는 지복직관을 상실한 것을 말한다. 이에 덧붙여 각고(覺苦)라는 것도 있다. 각고는 모든 피조물과의 관계도 끊어지며 느끼는 고통을 말한다. 하느님과 관계가 끊어지므로 피조물과의 관계도 끊어지는 것이다. 또한, 천상복락이 영원하듯이 지옥 벌도 끝이 없다. 대죄를 지닌 채 세상을 떠난 영혼은 악질로 고정되어 회개할 수 없으므로 그 죄악도 영원히 남아 그에 따르는 벌 역시 영원히 존속하기 때문이다.[82]

### 성모 마리아

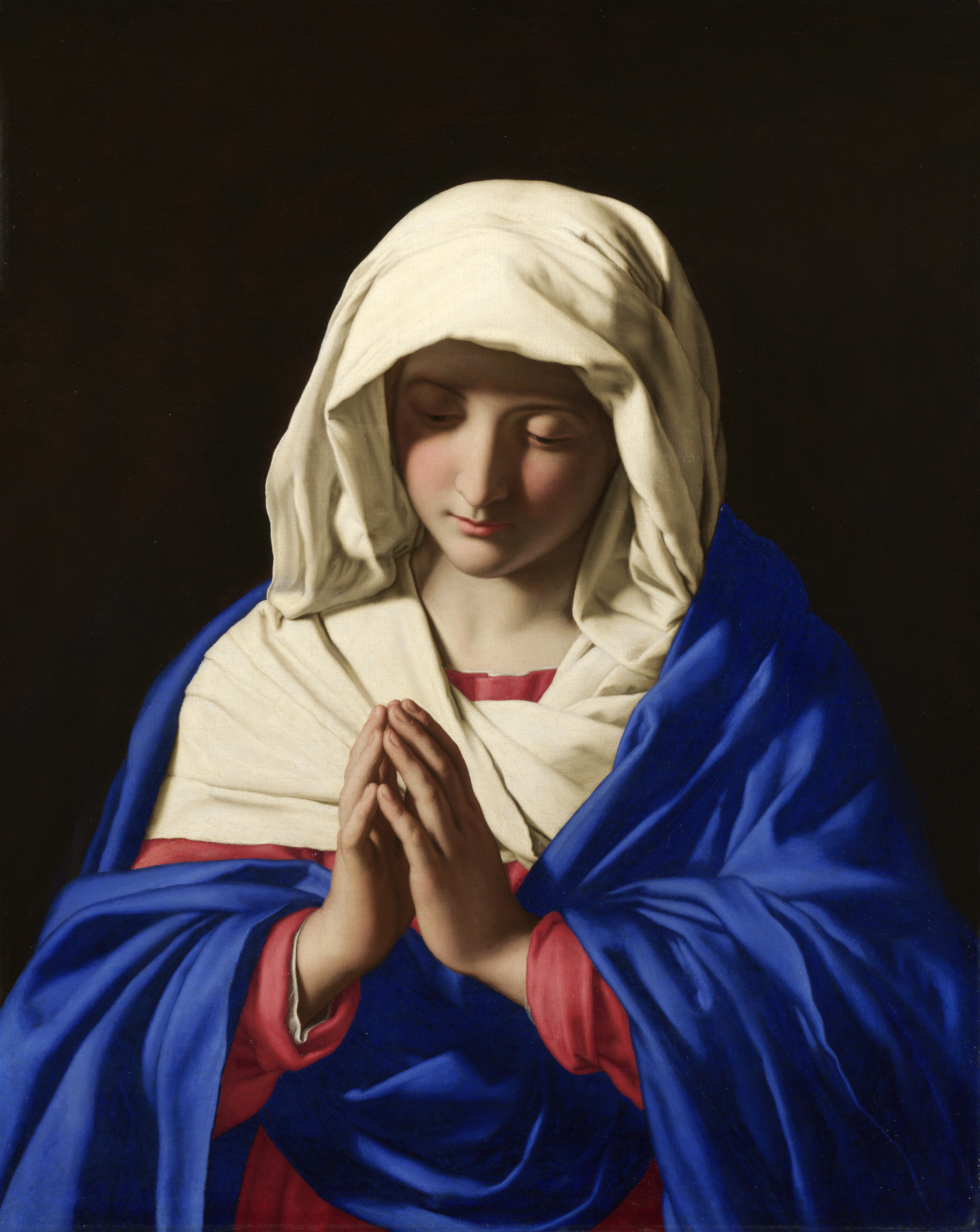
사소페라토의 복되신 동정 마리아.

로마 가톨릭교회에서는 예수 그리스도의 모친 마리아를 ‘성모’(聖母) 또는 ‘복되신 동정녀’라고 부르며 특별히 공경하고 있는데, 이는 마리아를 신적 존재로 숭배하는 것이 아니다. 로마 가톨릭교회는 마리아에 대한 공경과 하느님에 대한 흠숭을 구별하고 있다. 하느님에게는 흠숭지례를, 천사들과 성인들에게는 공경지례를 드리는데, 성인들 가운데 특별히 마리아에게는 더 높은 공경인 상경지례를 드린다고 가르친다. 로마 가톨릭 신자들은 하느님에게 기도할 때 무언가를 들어 달라고 직접적으로 청한다. 그러나 성모 마리아를 비롯한 성인들과 천사들에게는 우리를 위해 기도해 달라고 청한다. 즉, 성모 마리아를 포함한 성인들과 천사들에게 기도하는 것이 아니라 그들과 함께 하느님에게 기도하는 것이다. 그리고 성모 마리아와 성인들, 천사들은 지상의 신자들을 위해 전구해주는 것이다. 가톨릭교회는 마리아가 영원한 동정녀이자 하느님의 어머니(천주의 성모)로서 원죄에 조금도 물들지 않고 태어났으며(원죄 없는 잉태), 지상 생애를 마친 후에는 육신과 영혼이 모두 그리스도에 의해 천국에 들어올림을 받았다고 믿는데(성모 승천), 이 두 믿음은 각각 1854년 교황 비오 9세와 1950년 교황 비오 12세에 의해 교황 무류성에 따라 마땅히 믿어야 할 교의로 선포되었다.
로마가톨릭교회의 교리인 마리아론은 마리아의 생애 뿐만 아니라 그녀에 대한 신심과 기도, 미술, 음악, 건축 등 모든 분야를 다루고 있다. 로마 가톨릭교회의 전례력에는 마리아를 기념하는 축일들이 많이 있다. 또한 5월은 성모 성월, 10월은 묵주기도 성월로서 1년 중 두 달이 마리아와 관련된 성월이다. 이와 관련해서 교황 바오로 6세는 사도적 권고 《마리아 공경》(Marialis cultus)에서 “그리스도 다음으로 가장 높고 우리에게 가장 가까운 자리를 차지하시는 마리아의 위치를 분명하게 드러내야 하는 원칙을 따르고 있다”(28항)고 밝혔다. 마리아에게 전구를 청하는 대표적인 가톨릭 기도문으로는 성모송과 묵주기도, 살베 레지나 등이 있다.
로마 가톨릭교회에서 공식적으로 인정한 성모 발현은 루르드의 성모, 파티마의 성모, 과달루페의 성모 등이 있다. 성모 발현이 일어난 장소들은 가톨릭 신자들이 많이 찾는 순례지이기도 하다.
반면 성모발현이 일어났다는 주장은 있으나 공식적으로 로마 가톨릭교회가 인정하지 않은 성모발현도 있다. 1981년 일어났다고 주장하는 메주고리예의 성모, 1970년대 말 미국 교구에서 일어났던 베어사이드 성모 발현, 1985년 대한민국 나주에서 발현했다고 주장하는 마리아의 구원방주 등이 있다. 위 3개의 성모발현은 교황청으로부터 성모 발현으로 인정받지 못한 상태이다. 메주고리예의 경우 2000년대부터 개인적인 차원의 순례를 허용했으며 2019년에는 교황청에서 공식 순례를 허용하였으나 그것이 곧 성모 발현의 인정을 의미하는 것은 아니다. 마리아의 구원방주의 경우, 교도권과의 지속적인 배치와 항명을 이유로 2008년 1월 24일, 광주대교구는 마리아의 구원방주가 행하는 교회법상 불법적 성사 예식에 참여하는 신자와 성직자를 자동 파문 조치한다는 성명을 발표했다.

## 역사

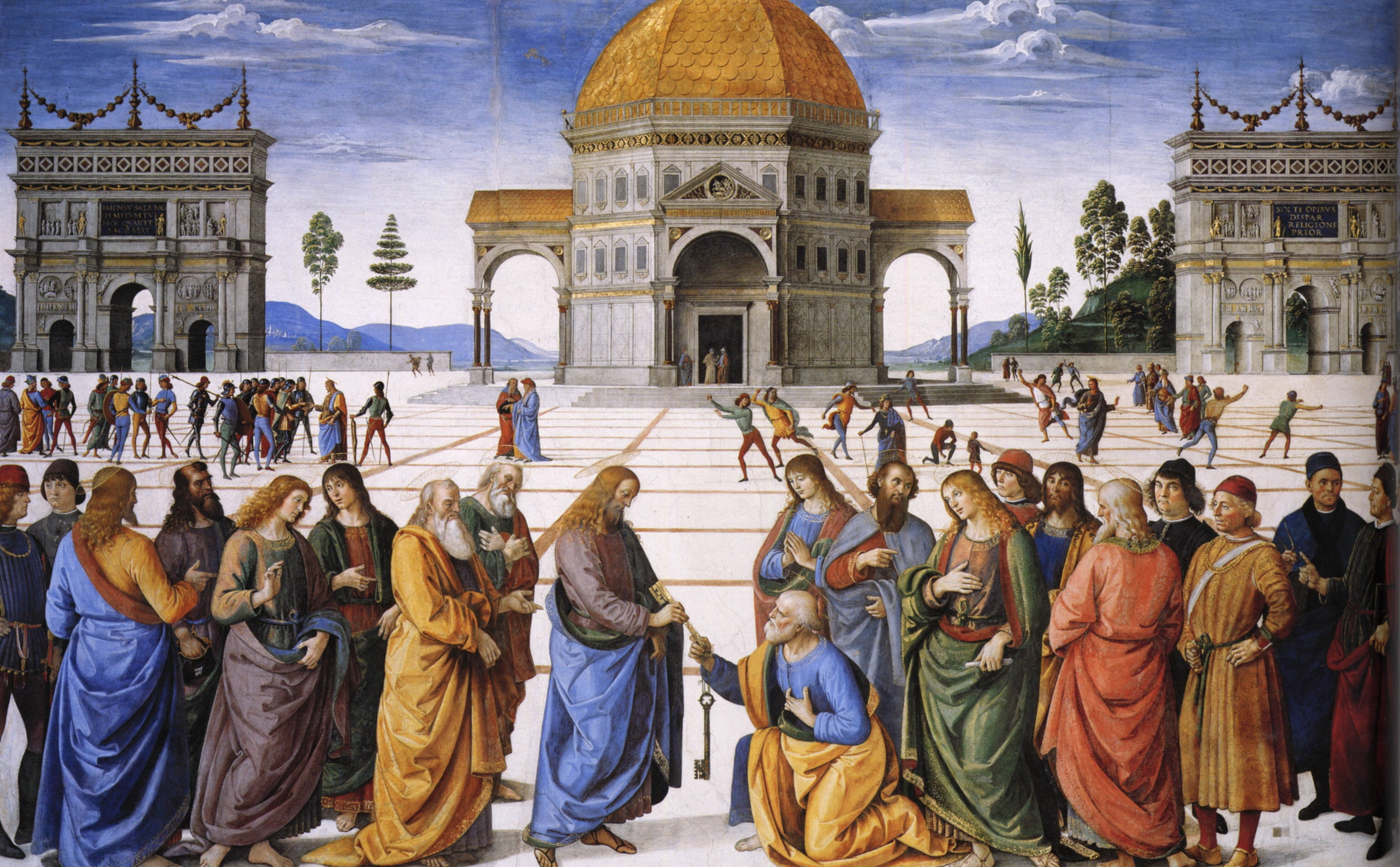
피에트로 페루지노가 시스티나 경당의 벽화로 그린 작품으로, 예수 그리스도가 성 베드로에게 천국의 열쇠를 주는 장면이 묘사되어 있다.

로마 가톨릭 전승과 교리에 의하면, 로마 가톨릭교회는 1세기경 로마 제국 치하의 유데아 속주에서 예수 그리스도가 설립한 유일한 참 교회이다. 신약성경에는 예수 그리스도의 활동과 가르침 그리고 열두 사도에 대한 그리스도의 약속과 그들에게 지시한 과업 등이 기록되어 있다.
로마 가톨릭교회는 성령 강림 대축일에 성령이 내려와 사도들에게 임한 사건(사도 2,1)이 가톨릭교회의 공적인 사목 활동이 시작되었음을 알리는 신호탄이라고 가르치고 있다. 로마 가톨릭 교리에 따르면, 오늘날 로마 가톨릭교회는 이러한 초대 기독교 공동체의 연속선상에 있다. 로마 가톨릭교회는 또한 마태오 복음서에 나오는 베드로의 신앙 고백(마태 16,13-20)에 의해 그리스도가 사도 베드로와 그의 후계자들을 자신의 지상 교회의 머리로 삼았다고 한다. 그리고 사도 베드로와 그의 후계자들이 바로 로마의 주교, 즉 교황이다. 이러한 가톨릭교회의 교리를 사도 전승이라고 부른다.

### 로마 제국 시대

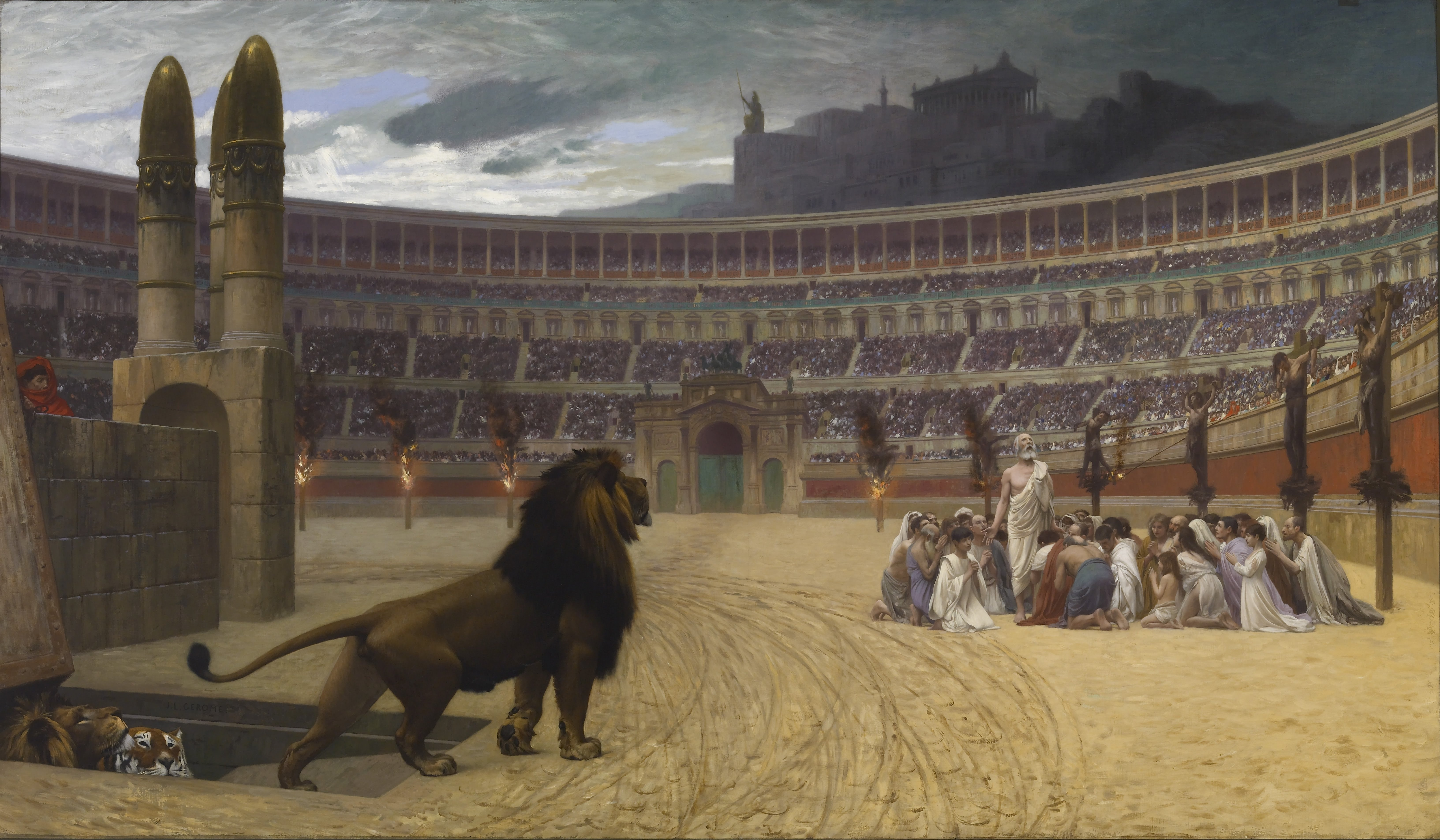
장레옹 제롬의 기독교 순교자들의 마지막 기도.

서기 30년경, 예루살렘에서 생긴 교회가 활동을 시작할 당시, 로마 제국의 전반적인 상황은 새로운 사상의 전파가 가능한 조건을 갖고 있었다. 제국 전역에 세워진 수많은 도로망과 수로는 빠르고 편리한 이동을 가능하게 하였으며, 팍스 로마나(Pax Romana, 로마 제국에 의한 평화) 덕분에 안전하게 이동할 수 있었다. 로마 제국의 문화는 생각과 사고방식을 쉽게 표현하며, 이를 다른 사람이 쉽게 이해하도록 설명하는 그리스 문화에 뿌리를 두고 있었다. 로마 제국은 이러한 문화를 널리 보급하는데 힘을 기울였다. 그러나 기독교는 유대교와 더불어 로마 제국 내의 다른 종교들과는 달리 황제 숭배를 포함하여 다른 신들을 우상숭배로 판단하여 숭배하려고 하지 않았다. 그리스도인들은 비기독교적 종교 의식에 참여하는 것을 거부했기 때문에 공적 생활에 참여할 수가 없었다. 그리스도인들의 이러한 행위에 대해 제국 당국과 비그리스도인들은 곱지 않은 시선을 보냈다. 그들은 그리스도인들이 신들의 분노를 불러 올 것이며, 결국 제국의 평화와 번영을 위협할 것이라고 우려하였다. 실제로 전염병, 기근, 홍수, 야만족 침입 등의 재난이 발생하자 기독교 반대 세력은 기독교 때문에 신들이 벌을 내린 것이라면서 군중을 선동하기도 했다. 또한, 로마 황제들은 로마 제국의 정치·사회적 혼란기를 맞으면서 종교적 기반을 토대로 제국의 쇄신과 내적 강화를 꾀했는데 황제 숭배 같은 국가종교 예배가 국가에 대한 충성의 시금석으로 강조될수록 이를 거부하는 그리스도인들은 국가의 적으로 비춰질 수밖에 없었다. 그 결과 로마 제국은 기독교에 대한 대대적인 박해 정책을 펼쳤으며, 이는 4세기에 기독교가 합법화되기까지 지속되었다. 특히 64년 7월 19일 로마 대화재가 일어난 후 그리스도인들이 화재를 일으켰다는 소문이 퍼지면서, 당시 로마에 거주한 많은 그리스도인이 방화범으로 몰려 4년 간 처형되었다. 이 시기에 베드로와 바오로도 순교했다고 전해진다.

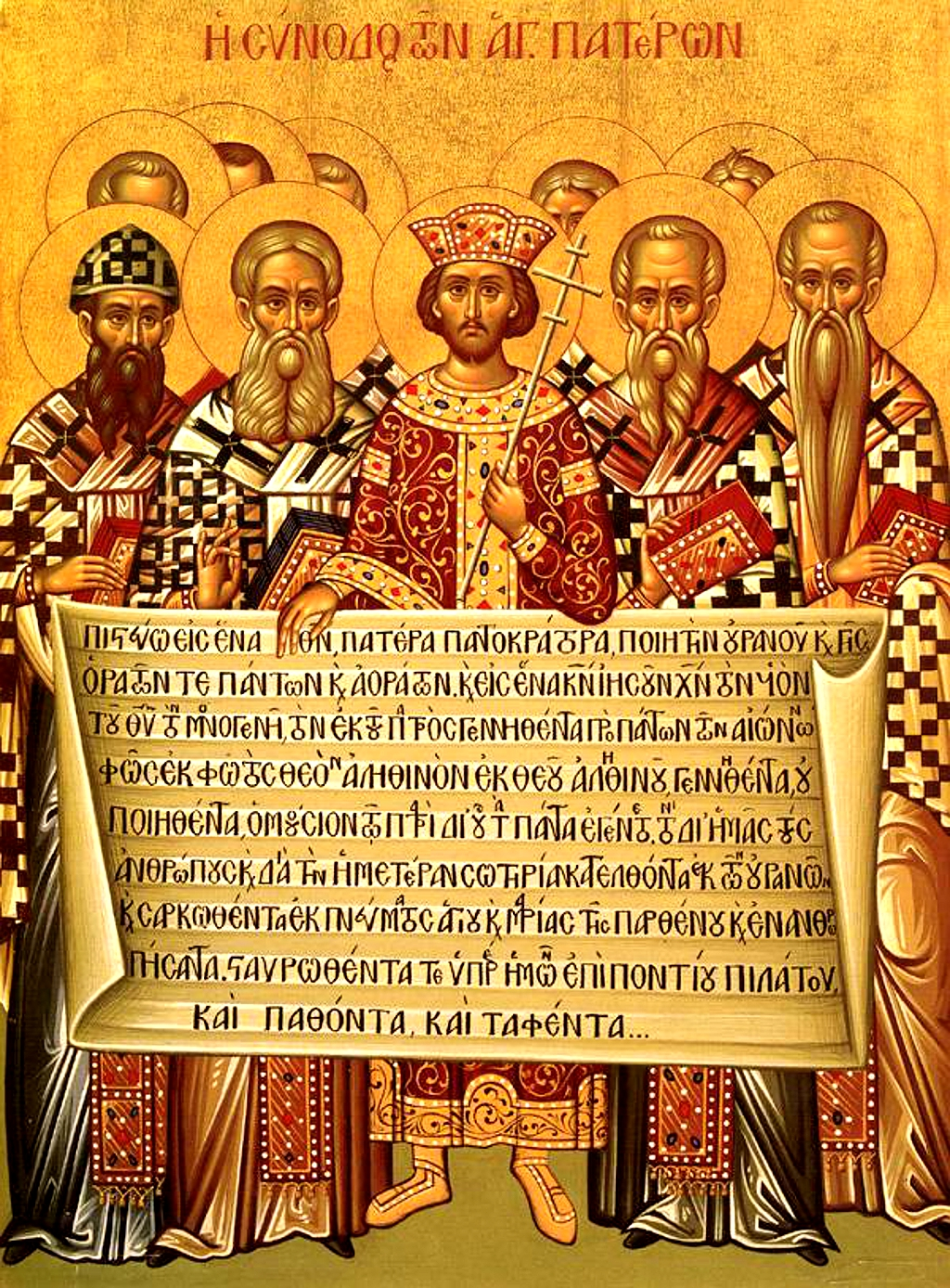
콘스탄티누스 1세 황제와 제1차 니케아 공의회(325년)에 참석한 교부들의 모습을 묘사한 이콘.

312년 콘스탄티누스 1세 황제는 로마 제국의 패권을 놓고 막센티우스와 다투게 되었다. 군사적으로 열세에 있던 콘스탄티누스 1세는 테베레강 밀비오 다리에서 결정적인 전투를 치르게 되는데 전투가 시작되기 전 그가 그리스도인들의 신에게 기도하면서 도움을 청했을 때, 공중에서 빛나는 십자가와 ‘이것을 가지고 승리하라’는 문구를 보았다. 이에 자신감을 얻은 콘스탄티누스는 그리스어로 그리스도를 의미하는 키(Χ)와 로(Ρ)로된 군기를 만들어 가지고 싸워 승리했다고 한다. 이 밀비오 전투의 승리로 콘스탄티누스는 로마 제국의 주인이 됐고 그리스도를 수호신으로 숭배하게 되었다. 313년 콘스탄티누스 1세는 밀라노 칙령을 내려 기독교를 법적으로 공인하여 신앙의 자유를 허용하였으며, 380년 테오도시우스 1세 황제가 테살로니카 칙령을 내려 기독교를 로마의 국교로 선포하였다. 이로써 300년 간의 혹독한 박해를 이겨낸 기독교는 로마 제국의 국가교회가 됐다. 로마 제국의 기독교화는 광범위한 복음전파와 함께 대중의 대량 입교로 인해 양적으로 성장했다. 초기 7대 세계 공의회 시기에 부각된 로마, 콘스탄티노폴리스, 안티오키아, 예루살렘, 알렉산드리아 등 다섯 주교좌는 6세기 중엽 유스티니아누스 1세 황제에 의해 펜타르키아가 성립되면서 공식적으로 정리되었다. 특히 로마는 기독교 공동체 박해의 주무대였으며, 베드로와 바오로 두 사도의 순교지라는 특수한 의미와 배경 때문에 초대 교회 때부터 일치의 기준이었고 가시적인 정점으로서 다른 주교좌들에 비해 확고한 위치를 차지하였다. 로마는 종종 스승처럼 다른 지역 교회와 공동체의 문제에 가르침을 내렸다. 한 예로, 클레멘스 1세가 코린토스 교회의 내부 분쟁에 직접 개입했다는 사실은 로마 주교가 중요한 역할을 담당했음을 알려준다. 당시 지역 공동체 지도자들은 로마를 방문해 로마 공동체와의 일치를 확인하고 보장받곤 했다. 330년 5월 11일 콘스탄티누스 1세가 제국의 수도를 로마에서 오늘날의 이스탄불인 콘스탄티노폴리스로 이전하였다. 그리고 451년 칼케돈 공의회에서 콘스탄티노폴리스 주교좌를 로마 주교좌에 이어 교회 내 서열 2위의 위치로 격상하는 교령을 제정하여 이에 대한 법적 유효성 논쟁이 벌어졌다. 한편, 350년경부터 500년경에 거쳐 더는 제국의 수도가 아닌 로마의 주교인 교황들이 끊임없이 영향력을 확대해가면서 새로운 국면을 맞이하게 되었다.
수세기 동안 로마 제국을 침입한 게르만족의 거의 대부분은 보편교회에서 이단으로 단죄한 아리우스주의를 추종하였다. 게르만 군주들과 보편교회 사이에 발생한 종교적 불화는 497년 프랑크족 군주 클로비스 1세가 정통 보편 기독교 신앙으로 회심하고 교황 및 수도원들과 동맹 관계를 맺음으로써 평화롭게 일단락되었다. 뒤이어 589년에는 스페인의 서고트족이 기독교신앙으로 회심하였으며, 7세기에는 이탈리아의 랑고바르드족도 회심하였다.
보편교회 시절 서방 기독교 지역에서는 특히 수도원들을 통해 미술(채색 필사본을 참조하라)과 읽고 쓰는 능력을 배양하여 고전 고대 문명을 보존하였다. 누르시아의 베네딕토(480년경 - 543년)는 성경에 근거를 둔 수도원 규율을 저술하여, 모든 서방 수도자의 영적인 삶의 지침서로 삼게 하였다. 그리고 고대 문화의 보존 및 전달과 함께 베네딕도회의 전통을 널리 전파하여 유럽 문화에 지대한 영향을 끼쳤다. 한편으로는 골룸바노와 골룸바와 같은 아일랜드 선교사들이 유럽 대륙으로 건너가 사람들을 교육하고 수도원들을 세우는 일에 집중하였다.
7세기 중엽에 이슬람교가 출현하여 군사적 정복 활동을 통해 교세를 확장해가면서 지중해 연안 전체에서 기독교와 이슬람교 사이에 오랜 싸움이 시작되었다. 동로마 제국이었던 비잔티움 제국은 이슬람교 세력으로부터 총대주교구의 소재지인 예루살렘, 알렉산드리아, 안티오키아를 빼앗기면서, 제국의 수도인 콘스탄티노폴리스 하나 밖에 남지 않았다. 로마 역시 846년에 숱한 약탈에 시달리기는 했지만, 툴루즈와 푸아티에에서의 전투로 이슬람교 세력의 서방 진출이 가로막혀 안전할 수 있었다.

### 중세와 르네상스 시대
기독교 교회는 고대 말엽부터 근대 초기에 이르기까지 서구 문명에 있어서 지대한 영향을 끼쳤다. 현재의 로마가톨릭 교회는 로마네스크 양식과 고딕 양식, 매너리즘 양식, 바로크 양식 등 미술과 건축, 음악 등의 예술 분야에 있어서 주요 후원자였다. 특히 르네상스 시대의 대표적인 예술가들인 레오나르도 다빈치, 미켈란젤로, 라파엘로, 보티첼리, 프라 안젤리코, 티치아노, 베르니니, 카라바조 등은 모두 교회로부터 후원을 받고 작품을 만들었다.
11세기 중반 재위하였던 교황 알렉산데르 2세(재위: 1061년~1073년) 때부터 소바나의 일데브란도를 주축으로 하여, 추기경단이 생기게 되었다. 알렉산데르 2세가 선종한 후에 일데브란도가 새 교황으로 선출되었는데, 그가 바로 교황 그레고리오 7세이다. 그레고리오 7세는 추기경단 체제에 대한 기본적인 지침을 세웠는데, 이는 오늘날까지 계속 유지되고 있다. 그레고리오 7세는 세속 권력으로부터 교회 성직자들을 독립하는 것과 관련해서 훗날 그레고리오 개혁이라 불리게 된 일대 개혁을 단행하였다. 그로 인하여 주교를 서임하는 권한을 놓고 교황과 신성 로마 제국의 황제 사이에 서임권 투쟁이 일어났다.
1095년 이슬람교 국가인 셀주크 튀르크의 계속된 침략에 시달리던 동로마 황제 알렉시오스 1세가 교황 우르바노 2세에게 도움을 요청하였다. 때마침 637년부터 성지라고도 불리는 팔레스티나 지역은 이슬람 세력권 아래 들어가 있어서 그 지역 기독교 주민들의 생활이나 성지 순례에 큰 어려움이 없었으나, 셀주크 튀르크가 점령한 이후부터는 성지 순례가 어려워졌고 심한 박해를 받게 되었다. 그리하여 우르바노 2세는 위기에 처한 동로마 제국을 군사적으로 원조하고, 기독교 성지를 회복한다는 대의명문 아래 서방의 기독교 군주들이 십자군 원정을 떠날 것을 호소하였다. 이리하여 11세기 말부터 13세기까지 근 200여 년 동안 8차례에 걸쳐 십자군 원정이 실행되었다. 1099년 제1차 십자군이 예루살렘을 탈환하고 예루살렘 왕국을 세우기도 했으나 대부분 실패로 끝났다. 한편 11세기에는 교회 대분열 시기에 교황의 권위 허용 범위를 놓고 서방 교회와 동방 교회 간에 갈등이 빚어졌는데, 서방교회 십자군이 자행한 동방교회 지역 약탈과 침략 이후 제4차 십자군이 콘스탄티노폴리스를 침공하여 라틴 제국을 세우면서 동서 교회의 분열은 더욱 심화되어 회복할 수 없는 지경에 이르렀다.

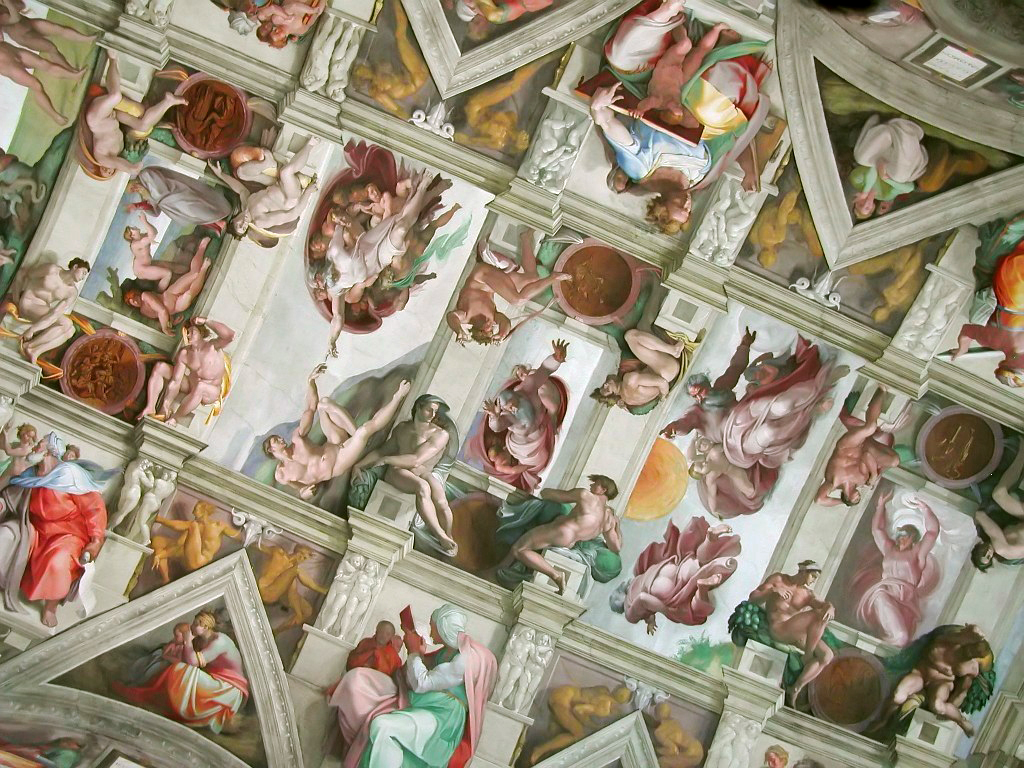
르네상스 황금기의 대표작인 미켈란젤로의 천지 창조.

13세기 초에는 아시시의 프란치스코와 도미니코에 의해 탁발 수도회가 등장하였다. 탁발 수도회들이 세운 학교들은 훗날 유럽의 유명한 대학들의 모태가 되는 교회 학교 및 왕립 학교들이 되었으며, 교회는 이들 학교를 통해 교육계를 후원하였다. 토마스 아퀴나스를 비롯한 수많은 스콜라 신학자 및 철학자들이 이들 탁발 수도회들이 세운 학교에서 공부하였으며, 또한 교수가 되어 학생들을 가르쳤다. 토마스 아퀴나스의 《신학 대전》은 플라톤이나 아리스토텔레스와 같은 고대 그리스 철학자들의 주장 원리를 기독교 교리와 종합한 지적 산물이었다.
14세기에 들어서면서 교회와 세속 국가 간의 갈등이 커져가기 시작했다. 1309년 교황 클레멘스 5세는 당시 치안이 불안정한 로마를 떠나 프랑스 남부에 있는 아비뇽으로 거처를 옮겼다. 이후로도 6명의 교황이 계속 아비뇽에서 지냈는데, 이 시기를 아비뇽 유수라고 부른다. 아비뇽 유수는 1375년 교황이 로마로 돌아오면서 종식되었지만, 뒤이어 1378년 로마와 아비뇽에서 각자 교황을 내세우고 1409년에는 피사에서도 독자적인 교황을 내세우면서 서방 교회의 분열이 38년 간 지속되었다. 이 문제는 1417년 콘스탄츠 공의회에서 추기경들이 당시 난립한 세 교황을 모두 사임시키고, 새로운 교황 마르티노 5세를 선출함으로써 매듭 지어졌다.
1438년 로마 가톨릭교회와 동방 정교회의 재일치를 위해 피렌체 공의회가 소집되었다. 동방 교회와 서방 교회 사이에 주요 교리 논쟁을 둘러싸고 치열한 공방전이 벌어졌다. 최종적으로는 동방 교회 측이 서방 교회 측의 입장을 대부분 접수하였으나, 1453년 콘스탄티노폴리스가 오스만 제국에 함락됨으로써 그 효력을 잃어버렸다. 하지만 이후 몇몇 동방 교회들이 로마 가톨릭교회에 귀일하였는데, 이들을 동방 가톨릭교회라고 부른다.

### 서방교회의 개혁 운동

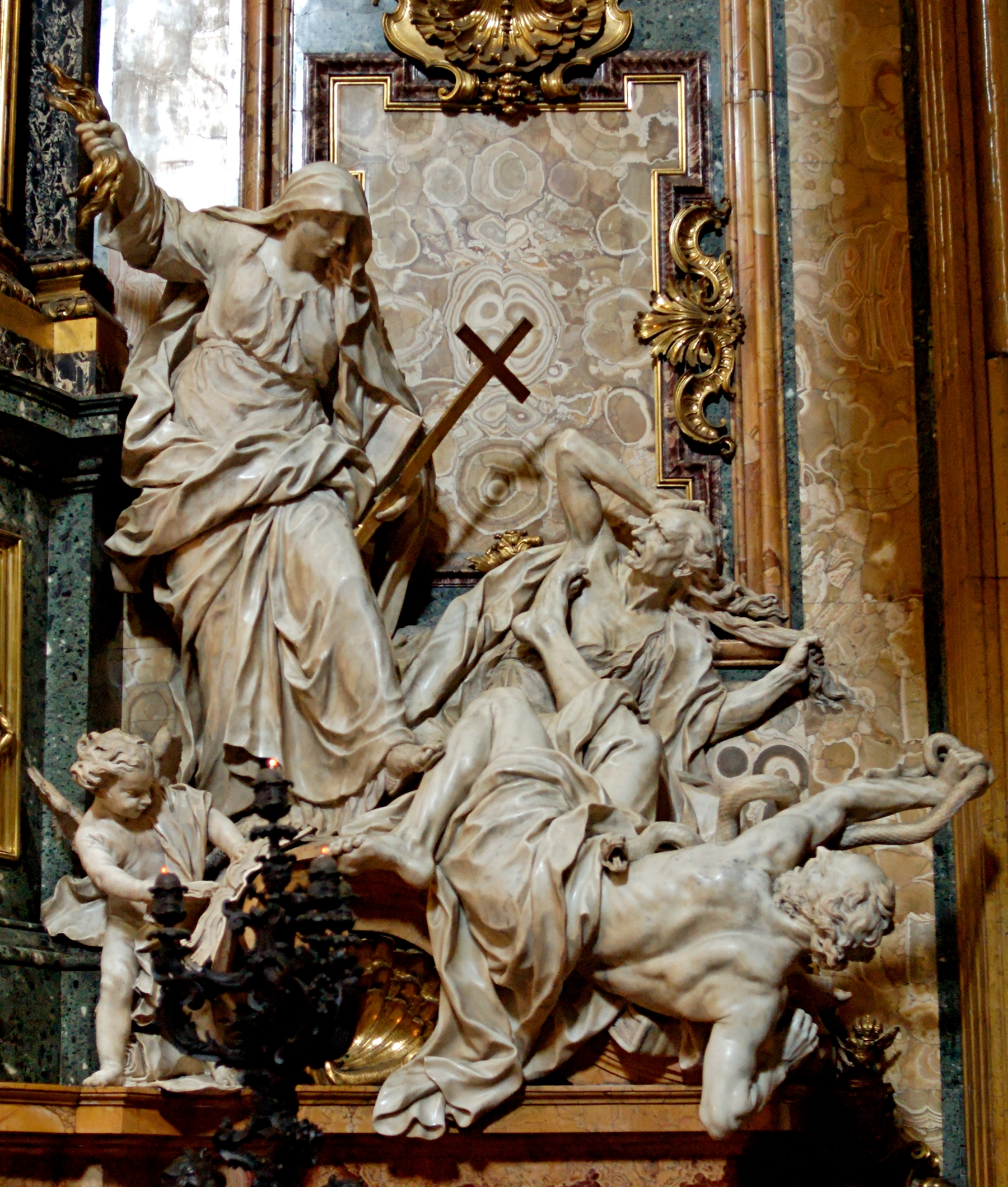
제수 성당에 전시된 피에르 르 그로의 증오와 이단을 타도하는 교회. 십자가와 벼락을 쥐고 있는 젊은 여인은 교회를, 늙은 여자는 증오를, 아래의 늙은 남자는 이단을 상징한다. 그리고 여인 옆에 있는 아기 천사가 찢는 책은 츠빙글리의 것이고, 늙은 남자 아래에 깔려 있는 책에는 마르틴 루터의 이름이 적혀 있다고 한다.

1517년 독일에서 마르틴 루터가 몇몇 주교들에게 95개조 반박문을 작성, 동봉하여 보냈다. 반박문에서 루터는 대사(또는 면죄부)의 특전 등 당시 서방교회의 교리들을 공격하였다. 스위스에서는 울리히 츠빙글리와 장 칼뱅 등이 등장하여 서방교회와 교황청을 비판하였다. 이러한 독자적인 신학 노선이 유럽 안에 퍼져갔는데, 이러한 운동을 소위 종교 개혁이라고 부르게 되었다. 잉글랜드 종교 개혁은 헨리 8세 치세에 정치적 분쟁으로 촉발되었다. 헨리 8세는 교황에게 당시 왕비였던 아라곤의 캐서린 사이에 맺어진 혼인을 무효화해달라는 요구를 했으나 거절당하자, 수장령을 선포하여 자신이 잉글랜드 교회의 수장임을 선언하였다.엘리자베스 1세에 중용(Via Media)적인 종교개혁을 하였는데 이는 개신교와 로마 가톨릭 사이의 갈등과 분쟁을 중재했다는 점에서 현명한 종교정책이다.
독일에서 발생한 종교 개혁은 개신교 슈말칼덴 동맹과 로마가톨릭 측의 대표인 카를 5세 황제 사이에 전쟁을 불러왔다. 양측의 첫 번째 충돌은 9년 전쟁으로서 1555년에 종전했지만, 긴장 상태는 계속 이어져 결국 1618년에는 더 큰 충돌인 30년 전쟁이 발발하였다. 30년 전쟁은 베스트팔렌 조약으로 가톨릭교회와 개신교 모두 동등한 권리를 갖는 데 합의함으로써 종식되었으며, 신성 로마 제국 황제의 권위는 크게 실추되었다. 프랑스에서는 1562년부터 1598년까지 위그노 교도와 프랑스 가톨릭 동맹 간에 위그노 전쟁이라고 불리는 전쟁이 일어났다. 이 시기에 재임한 교황들은 가톨릭 동맹 편에 서서 그들을 재정적으로 지원하였다. 프랑스 내 가톨릭 동맹과 위그노 세력의 분쟁은 1598년 앙리 4세가 종교적 관용 정신에 따라 개신교도들을 국가의 시민으로 인정하고 그들의 예배 자유를 인정하는 내용을 담은 낭트 칙령이 반포되고 교황 클레멘스 8세가 이를 받아들임으로써 끝을 맺게 되었다.
기존의 서방교회는 현재의 로마 가톨릭교와 개신교로 분열되면서 이 분열을 치유하려는 운동이 본격적으로 전개됐는데, 이러한 교회 쇄신 운동을 19세기 초 역사가들은 가톨릭 종교 개혁 또는 대응 종교 개혁이라고 불렀다. 가톨릭 개혁은 개신교 종교 개혁 이후 일어난 반가톨릭 운동의 확산을 저지하고 교회의 가르침을 명확히 하려고 했다. 트리엔트 공의회(1545–1563)는 바로 이러한 가톨릭 개혁을 이끌어낸 원동력이 되었다. 트리엔트 공의회는 교리적으로는 성변화와 구원을 받기 위해서는 믿음과 소망, 사랑이 필수 조건이라는 가르침과 같이 가톨릭교회의 핵심 교리들을 재차 확인하였다. 또한, 로욜라의 이냐시오가 설립한 예수회는 당시로서는 가히 혁명적이라고 할 만한 영성 생활 지도와 유럽중심주의로부터 벗어나 다른 나라의 전통을 존중하는 선교 활동, 자선 활동, 청소년 교육과 신학 연구 등을 통해 가톨릭 개혁과 신앙 복구의 원동력이 됨으로써 가톨릭 쇄신 운동의 중추가 되었다.

### 근세
대항해 시대가 열리면서 서유럽의 정치적·문화적 영향력이 세계 전역으로 뻗어 나갔다. 특히 스페인과 포르투갈 등 로마 가톨릭 국가들은 서구의 식민지 정책에 있어 큰 역할을 하였다. 이들 나라들의 활발한 탐험과 정복 활동을 통해 식민지들의 사회적·정치적 일대 변화가 일어나면서 동시에 가톨릭 신앙이 아메리카와 아시아, 오세아니아로 널리 전파될 수 있었다. 교황 알렉산데르 6세는 스페인과 포르투갈에 새로이 발견된 땅을 식민지로 삼을 수 있는 권한을 부여했으며, 뒤이어 이들 나라에 국왕 교회 보호권을 부여하여 식민지의 새 성직자 임명권을 바티칸이 아니라 세속 국가 정부가 갖는 것을 허용하였다. 1521년 포르투갈의 탐험가 페르디난드 마젤란은 필리핀을 처음으로 가톨릭으로 개종시켰다. 다른 한편, 스페인의 예수회원 프란치스코 하비에르의 주도 아래 포르투갈의 선교사들이 인도와 중국, 일본에 복음을 전하였다.
17세기 중반부터 계몽주의가 서구 사회를 휩쓸면서 로마 가톨릭교회의 권위와 질서에 대한 의구심과 반발심이 생겨났으며, 18세기에는 볼테르와 같은 문학가들과 백과전서 편집자들이 교회를 강력하게 비평하는 글들을 썼다. 그들이 비판한 것 중의 하나는 1685년 프랑스 국왕 루이 14세가 100여년간에 걸친 개신교 위그노교도들에 대한 종교적 관용의 상징이었던 낭트 칙령을 철회하고, 퐁텐블로 칙령을 새로이 반포한 것이었다. 1789년 프랑스 혁명이 발발하면서 권력의 중추가 교회에서 혁명 정부로 이동하였으며, 프랑스 전역에서 수많은 성당이 파괴되고 이성 숭배가 들어섰다. 1798년에는 나폴레옹 보나파르트의 장군 루이 알렉상드르 베르티에가 이탈리아를 침공하여 교황 비오 6세를 사로잡아 감금하였다. 비오 6세는 결국 끝내 프랑스군으로부터 풀려나지 못하고 선종하였다. 나폴레옹은 나중에 1801년 정교협약을 체결함으로써 프랑스에 로마 가톨릭교회가 재건되었다. 나폴레옹 전쟁이 종식되면서 프랑스의 로마 가톨릭교회는 재부흥하였으며, 교황령도 회복되었다.
교황 비오 9세는 1851년부터 1853년까지 주교들의 자문을 구한 후, 1854년 대다수 주교들의 압도적인 지지를 받아 마리아의 원죄 없는 잉태를 교의로 공식 선언하였다. 1870년 제1차 바티칸 공의회는 교황 무류성의 교리적 정의를 내렸다. 교황 무류성과 기타 문제들에 있어서 제1차 바티칸 공의회의 결정에 반발하여 독립한 무리는 스스로 구 가톨릭교회라고 자처하고 있다.
1860년대 교황령을 포함한 이탈리아 통일 운동이 일어난 결과, 교황 비오 9세 치세에 이탈리아 왕국이 로마를 점령하면서 교황령은 사라지게 되었고, 천년 간 이어져오던 교황의 세속 권력이 종지부를 찍게 되었다. 이탈리아 정부는 교황 보장법을 제정하여 교황에게 연금을 제공하고, 일신상 불가침권과 영적 기능의 자유로운 행사를 보장하겠다고 교황에게 제의하였으나 교황은 이 제의를 일축하였고, 바티칸에 들어앉아 스스로 ‘바티칸의 포로’로 자처하였다. 이후 영토 분쟁으로 인한 교황청과 이탈리아 정부 간의 교착 상태가 한동안 이어지다가 1929년 파시스트 무솔리니 정부와 라테라노 조약을 체결해 해결되었다. 이 조약에서 교황청은 과거 교황령이었던 지역에 대한 이탈리아의 통치권을 인정하였으며, 이탈리아는 그 대가로 바티칸을 독립국가로 따로 분류하여 그곳에 대한 교황의 통치권을 인정하였다. 이리하여 바티칸 시국이 세워지게 되었다.

### 20세기
20세기는 정치적으로 근본주의적이고 반성직자주의적 성향의 정부들이 증가한 시대였다고 볼 수 있다. 1926년 멕시코에서 정교 분리를 내세운 칼레스법이 통과되어, 3천 명 이상의 사제들이 추방당하거나 살해당했으며, 성당들은 세속적인 용도로 사용되었고, 전례는 조롱의 대상이 되었으며, 수녀들은 강간당하고 수감당한 사제들은 총살당하는 일이 비일비재하게 일어나 결국 크리스테로 전쟁이 일어나는 원인이 되었다. 러시아에서는 1917년 볼셰비키 혁명 이후 수립된 소비에트 연방 정부의 주도로 1930년대까지 현지에 있는 가톨릭교회가 박해당하였다. 수많은 성직자와 수도자들, 평신도들이 처형이나 유배형에 처해졌으며, 교회 재산은 압류당했으며, 모든 성당이 사실상 문을 닫게 되었다. 1936년부터 1939년까지 전개된 스페인 내전 기간 동안 가톨릭교회는 사회주의를 표방한 인민 전선 정부의 교회에 대한 적색 테러에 대항하기 위해 프란시스코 프랑코의 파시스트들과 동맹을 맺었다. 교황 비오 11세는 이들 세 나라를 ‘끔찍한 삼위일체’로 언급하면서 결국 몰락할 것이며, 미국과 유럽 국가들이 이들에 대해 침묵을 지키며 방관하는 것은 사실상 묵인한 것이나 다름없다면서 크게 질타하였다.
1933년 바티칸 시국과 나치 독일 간에 교회의 보호와 권리를 보장하는 제국종교협약이 체결된 이후, 교황 비오 11세는 공개적으로 교회에 대한 나치스의 억압과 더불어 그들의 인종우월주의 사상과 신이교주의를 비판하는 회칙 《극도의 슬픔으로》(Mit brennender Sorge)를 1937년에 반포하였다. 1939년 9월 제2차 세계 대전이 발발한 후, 교회는 나치 독일의 폴란드 침공과 뒤이은 1940년의 계속된 침공들을 단죄하였다. 그러자 나치 독일은 자신들이 점령한 지역 도처에서 수천만 명의 로마 가톨릭 사제들과 수도자들을 수감하고 살해하는 방식으로 맞대응하였다. 이 때 순교한 성인들로는 막시밀리아노 콜베와 에디트 슈타인이 있다. 홀로코스트가 벌어지는 동안 교황 비오 12세는 가톨릭 관련 기관들에게 나치스로부터 비밀리에 유대인들을 보호할 것을 지시하였다.
전후 수립된 중앙유럽의 공산주의 정부들은 종교적 자유를 심하게 제한하였다. 비록 일부 사제들이 굴복하여 공산주의 체제에 협력하기는 했지만, 절대다수 사제들은 투옥되거나 추방당했으며 심지어는 처형당하기도 하였다. 이들의 희생을 바탕으로 가톨릭교회는 동유럽 공산주의권의 붕괴를 이끌어낼 수 있었다. 1949년 국공 내전에서 중국 공산당원들은 모든 외국인 선교사를 추방하였다. 그리고 새로 수립된 중국 공산 정부는 1957년 7월 중국천주교애국회를 만들어 성좌의 승인 없이 일방적으로 주교들을 직접 서품함으로써 로마와 결별을 고했다. 1960년대 일어난 문화 대혁명은 모든 종교 시설의 폐쇄를 초래하였다. 이후 중국의 성당들은 중국천주교애국회의 통제 아래 놓이게 되면서 다시 문을 열게 되었다. 이때부터 중국 정부와 중국천주교애국회의 방침을 거부하고 베드로좌와 일치하려는 성직자들과 신자들은 박해를 피해 지하로 숨어들게 되었다.

#### 제2차 바티칸 공의회

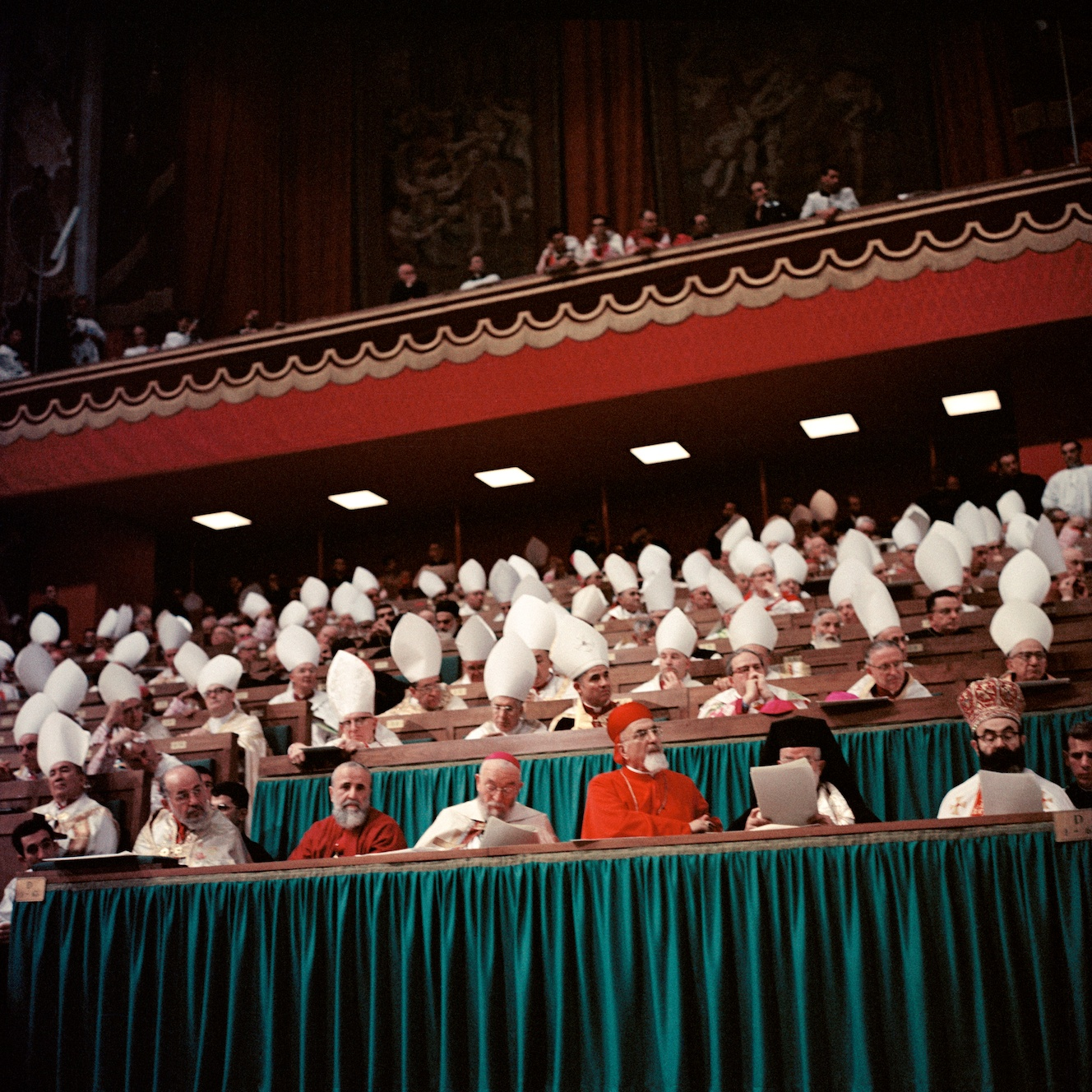
제2차 바티칸 공의회에 참석한 추기경들의 모습.

트리엔트 공의회가 폐막한 지 4세기 만인 1963년에 소집된 제2차 바티칸 공의회는 로마 가톨릭교회에 일대 변혁을 가져왔다. 교황 요한 23세의 요청으로 소집된 제2차 바티칸 공의회는 미사를 라틴어 뿐만 아니라 각 나라의 언어로 봉헌하는 것을 허용하고, 평신도들도 적극적으로, 의식적으로 그리고 능동적으로 참여할 수 있도록 현대화하였다. 제2차 바티칸 공의회는 교회와 현대 세계와의 대화(아조르나멘토)를 목표로 한 획기적인 공의회로서, 이를 두고 어떤 이들은 ‘창문이 활짝 열렸다’고 표현하였다. 제2차 바티칸 공의회 이후 가톨릭교회는 전례의 개정 뿐만 아니라 다른 기독교 교파들과의 교회 일치 운동에 착수하였으며, 다른 종교들, 특히 유대교와의 관계 개선에 나서게 되었다.
그러나 제2차 바티칸 공의회는 로마 가톨릭 교회의 쇄신을 시행하면서 커다란 논란을 불러 일으키기도 하였다. 한스 큉과 같은 진보주의자 내지는 해방 신학자들은 제2차 바티칸 공의회가 교회를 근본적으로 변화시키는데 충분하지 못했다고 주장하였다. 이와는 반대로 마르셀 르페브르 대주교와 같은 일부 전통주의자들은 제2차 바티칸 공의회를 강하게 비판하였으며, 특히 전례 개혁이 미사와 성사들의 거룩함을 파괴하도록 이끌었다고 성토하였다.
1978년 당시 공산주의 국가였던 폴란드의 크라쿠프 대교구장이었던 카롤 보이티와가 교황 요한 바오로 2세로 선출되었다. 이로써 455년 만에 처음으로 비이탈리아인 교황이 선출되었다. 그의 재위기간은 27년으로 오래 재위한 교황들 가운데 한 사람으로 기록되었다. 이 폴란드인 교황은 소비에트 연방의 미하일 고르바초프 서기장과 더불어 유럽 공산주의의 붕괴를 재촉한 인물로 회자되고 있다.
교황 요한 바오로 2세는 급속도로 세속화되어가는 세계를 복음화하기 위해 노력하였다. 이를 위한 일환으로 그는 현재 2년 내지는 3년마다 열리는 세계 청년 대회를 만들어, 교황이 전세계 가톨릭 젊은이들과 직접 만나 소통하도록 하였다. 요한 바오로 2세는 또한 생전에 129개국을 방문함으로써 그 어떤 교황들보다 사목 방문을 많이 했으며, 텔레비전과 라디오 등 현대 매체를 적극 활용하여 교회의 가르침을 널리 퍼트리고자 노력하였다. 그리고 1992년 요한 바오로 2세는 《가톨릭교회 교리서》를 공표하는 등 신자들에게 분명하고 확실한 교의를 설명하기 위해 많은 문헌을 발표했다.

## 기독교 타 교파와의 관계
1054년 동서교회 대분열로 동서방 교회가 분리되고, 16세기 종교개혁으로 개신교와 분리되어 별도의 교파를 이뤘다. 로마 가톨릭교회는 제2차 바티칸 공의회가 열리기 전인 1960년대 이전까지 이 두 교파의 정통성을 인정하지 않고 열교 이단, 이교라는 명칭을 쓰며 단죄해왔으나, 제2차 바티칸 공의회 이후 포옹적인 자세로 신학적 성향을 전환하였다. 1965년 동방 정교회가 로마교회에 대한 파문을 철회하자 이에 응답으로 로마 가톨릭 역시 정교회에 대한 파문을 철회하였으며, 개신교를 갈라진 형제들이라는 명칭으로 순화하였다.
제2차 바티칸 공의회 이후 가톨릭은 개신교와 정교회에 대해 열린 자세를 취하고, 그리스도교의 일치를 위한 노력에 적극적으로 동참하고 있다. 다만 이 세 종파는 교류와는 별개로 서로의 종파가 독립된 종파라는 것을 인식하며, 사실상 다른 종교로 여기고 있다. 장로교에 다니던 신자가 감리교, 오순절교회, 성공회 등으로 출석 교회를 변경할 경우 종파를 옮겼다고 표현하지만, 가톨릭으로 옮길 경우 개종으로 판단한다.
동방 정교회와는 7성사의 신학적 의미를 완전히 교류하고 서로의 교회를 사도전승이 이어지고 있는 정통성을 가진 교회로 인정하고 있다. 그러나 교황의 으뜸성과 펠리오퀘, 마리아론과 원죄 등 일부 교리에서 신학적인 차이를 보인다. 로마 가톨릭교회에서 교황은 총대주교 중 으뜸이자 가장 막강한 권한을 가진, 그리스도의 대리자 그 자체로 여기지만 동방 정교회에서는 로마의 주교인 교황의 으뜸성은 인정하지만 그러한 위치가 다른 총대주교보다 더 막강한 권한을 가진다는 개념을 인정하지 않았다. 펠리오퀘 논쟁은 9세기 니케아 콘스탄티노폴리스 신경을 서방교회가 수정하면서 시작된 논쟁으로, 로마 가톨릭교회와 개신교는 하느님의 제3위인 성령이 성부와 성자로부터 발현된다고 믿지만, 동방 정교회는 오직 성부로부터만 발현된다고 믿는다. 마리아론 역시 로마 가톨릭교회는 1950년대까지 교황무류성을 통해 테오토크스, 평생동정, 무염수태, 성모승천 4가지 교리를 신앙으로 믿지만 동방 정교회는 테오토크스와 평생동정만 인정하고 무염수태는 무염시태라는 개념으로 다른 견해를 보이며, 성모승천이 아닌 성모 안식을 믿고 있다. 원죄 역시 서방교회의 신학에서 비롯된 것이므로 동방 정교회는 인정하지 않고 있으며, 연옥에 대한 개념 역시 동방 정교회에서는 인정하지 않고 있다. 로마 가톨릭교회와 동방 정교회 모두 분열 이전부터 천국도 지옥도 아닌 '중간 상태'에 대한 믿음은 존재했으나 로마 가톨릭교회가 이를 12세기 경 연옥이라는 공식적인 장소적 개념으로 채택해버린 것이다. 1965년 상호 파문 철회 이후 로마 가톨릭교회와 동방 정교회는 성사교류를 이뤄, 각 교회의 신자가 서로의 교회에서 7성사를 받을 수 있도록 허락하였다.
개신교와 가톨릭교회의 교리 차이는 동방 정교회보다 더욱 많다. 개신교는 만인사제주의를 채택해, 로마 가톨릭교회와 동방 정교회의 사도전승과 주교-사제-부제로 내려가는 성직 제도를 폐지하고 인정하지 않았다. 또한 개신교는 오직 성경만이 신앙의 권위라는 입장이나, 로마 가톨릭교회는 성경과 더불어 사도로부터 이어지는 교회의 전통인 성전(聖傳) 역시 신앙의 권위로 중시하고 있다. 따라서 개신교는 로마 가톨릭교회의 교황 무류성, 마리아론, 성인공경, 세례와 성찬을 제외한 성사, 성체성사에서의 화채설, 묵주와 십자고상 등 성상의 사용, 연옥 교리, 대사, 전구 교리 등을 성경에 나와있지 않다는 이유로 일절 인정하지 않았으며, 종교 개혁 과정에서 전부 폐지시켰다. 개신교 교파인 성공회의 경우 가톨릭의 성직자 제도를 유지하고 있으며 고교회파에 가까울수록 로마 가톨릭교회의 성전 전통을 일부 수용하며 신앙으로 받아들이기도 하나, 이는 성공회의 공식적인 교리가 아니다.

## 같이 보기
- 가톨릭교회 교리서
- 한국의 로마 가톨릭교회

## 참고 자료
1. ↑  《가톨릭교회 교리서》 77항: “사도들은 교회 안에 복음이 영구히 온전하게 또 생생하게 보존되도록 주교들을 후계자로 세워 ‘자기 교도직의 자리를 넘겨주었다.’ 그러므로 ‘영감 받은 책들 안에 특별한 방식으로 표현되어 있는 사도적 설교는 세상 종말까지 지속적인 계승으로 보전되어야 했다.’”[6]
2. ↑  《주님이신 예수님》 IV. 교회의 유일성과 단일성, 17항: “그러므로 가톨릭교회 안에 존재하는 그리스도의 유일한 교회는 베드로의 후계자와 그와 친교를 이루고 있는 주교들을 통하여 다스려지는 시스템이다. 로마 가톨릭교회와 완전한 친교 안에 존재하지는 않지만, 긴밀한 결속으로써, 곧 사도적 계승과 유효한 성체성사로써 결합되어 있는 교회들은 진정한 개별 교회들인 것이다. 그러므로 그리스도의 교회는, 비록 그들이, 하느님의 뜻에 따라 로마의 주교가 객관적으로 전 교회에 대하여 가지고 있고, 행사하고 있는 수위권에 대한 가톨릭 교의를 받아들이지 않기 때문에, 로마 가톨릭교회와 맺는 완전한 친교에 결함이 있기는 하지만, 이 교회들 안에서도 현존하고 작용한다. … 그리스도교 신자들은 그러므로, 현재 분열되어 있지만 어느 정도 일치점을 유지하고 있는 교회들이나 교회 공동체들의 총합이 그리스도의 교회라고 상상할 수 없고, 또 그리스도의 교회는 오늘 현재 아무 데에도 없고 다만 모든 교회와 교회 공동체가 추구하여야 할 목표라고 주장할 수도 없다.”[7]
3. ↑  교회에 대한 교리의 일부 측면에 관한 몇 가지 물음에 대한 답변: “가톨릭 교리에 따라, 가톨릭교회와 아직 온전한 친교를 이루지 않은 교회들과 교회 공동체들 안에도 성화와 진리의 요소들이 있는 만큼, 그리스도의 교회는 그들 안에도 ‘현존하고 활동한다’(adesse et operari)고 올바르게 말할 수 있다.”
4. ↑  《가톨릭교회 교리서》, 890: “교도권의 사명은 하느님께서 그리스도 안에서 당신 백성과 맺으신 계약의 결정적 성격과 관련되어 있다. 교도권은 하느님의 백성이 빗나가거나 쇠약해지지 않도록 보호해야 하며, 올바른 신앙을 오류 없이 고백할 수 있는 객관적 가능성을 보장해 주어야 한다. 이처럼 교도권의 사목적 임무는 자유를 주는 진리 안에 하느님의 백성이 머물도록 보살피는 임무이다. 이 봉사 직무를 수행할 수 있도록 그리스도께서는 목자들에게 신앙과 도덕에 관한 무류성의 은사를 주셨다고 말한다. 이 은사는 여러 가지 모양으로 행사될 수 있다.”
5. ↑  성 이냐시오가 스미르나 교회에 보낸 서신 (약 110 A.D.): “예수 그리스도께서 계신 곳에 가톨릭교회(보편교회)가 있듯이, 주교가 나타나는 곳에 공동체가 있어야 합니다.”[21]
6. ↑  개신교 지도자 마르틴 루터(1483–1546)는 정경에서 개신교의 신조인 오직 성경(sola scriptura)과 오직 믿음(sola fide) 사상과 부분적으로 대치되는 내용이 있는 히브리서와 야고보서, 유다서, 요한 묵시록을 제외할 것을 주장하였으나, 그의 추종자들은 이를 수용하지 않았다. 결국 루터는 자신이 번역한 독일어 성경의 맨 마지막에 이들 책들을 수록하는 선에서 타협하였다. 루터는 또한 제2경전을 외경으로 분류하여 자신이 번역한 독일어 성경에서 제외하였다.
7. ↑  《가톨릭교회 교리서》, 248: “동방 전통은 우선 성부께서 성령의 첫 기원이심을 표현하고 있다. ‘아버지에게서 나오시는’(요한 15,26) 성령이라고 고백함으로써 성령께서는 성자를 통하여 성부에게서 나오신다는 것을 확언한다. 그러나 서방 전승은 성령께서 성부와 성자에게서(필리오케) 발하신다고 말함으로써 우선 성부와 성자께서 한 본체로서 이루시는 일치를 표현한다. 서방 교회는 이를 ‘정당하고 합리적’이라고 말한다. 왜냐하면 한 본체로서 일치를 이루는 하느님 위격의 영원한 질서는, 성부께서 ‘근원이 없는 근원’으로서 성령의 일차적 근원이심을 내포하고 있지만, 한편 독생 성자의 성부로서 성자와 함께 ‘성령께서 나오신 유일한 근원’이시라는 사실 역시 내포하고 있기 때문이다. 이러한 정당한 보완은, 그것을 지나치게 고착시키지 않는다면, 동일하게 고백하는 신비의 실재를 믿는 신앙의 단일성에 영향을 미치지는 않는다.”
8. ↑  《가톨릭교회 교리서》, 811: “이것이 바로 그리스도의 유일한 교회이며, 우리는 신경에서 하나이고 거룩하고 보편되며 사도로부터 이어 오는 교회라고 고백한다. 서로 불가분의 관계인 이 네 속성들은 교회와 교회 사명의 본질적 특성을 나타낸다. 이 속성들은 교회가 스스로 지니게 된 것이 아니다. 그리스도께서 성령을 통해 당신의 교회를 하나이고 거룩하고 보편되며 사도로부터 이어 오는 교회가 되도록 해 주신 것이며, 그리스도께서는 교회가 이 특성들 하나하나를 실현하도록 촉구하신다.”
9. ↑  《가톨릭교회 교리서》, 880: “그리스도께서는 열두 사도를 세우시면서 그들을 확고한 단체 또는 집단의 형태로 세우시고, 그들 가운데에서 선택하신 베드로를 으뜸으로 삼으셨다. 주님께서 제정하신 대로, 거룩한 베드로와 다른 사도들이 하나의 사도단을 이루듯이, 비슷한 이치로 베드로의 후계자인 교황과 사도들의 후계자인 주교들도 서로 결합되어 있다.”
10. ↑  교황 요한 바오로 2세, 회칙 《교회의 선교 사명》(Redemptoris Missio), 36: “선교 사업을 동결시키는 더 큰 이유 중의 하나는, 신자들 사이에 널리 유포되어 있는 그릇된 신학적 견해에 의거하는 신앙 무차별주의이다. 이러한 종교적 상대주의는 모든 종교는 다 나름대로 좋은 것이라는 생각을 낳게 한다. … 이에 관해서 나는 신학자들과 언론 출판에 종사하는 사람들이 교회와 함께 생각한다는 바른길에 서서, 교회의 사명에 이바지하는 그들의 사업의 깊은 뜻을 발견하기를 간절히 권고하는 바이다. 우리는 결코 내적·외적 난관 때문에 비관론자가 되거나 무위도식자가 될 수는 없다.”